# Місцеві вибори в Україні 2015
Черго́ві місце́ві ви́бори в Украї́ні (вибори депутатів місцевих рад та сільських, селищних, міських голів) відбулися 25 жовтня 2015 року. На цих виборах були заново сформовані органи місцевого самоврядування, обрані на попередніх чергових виборах 2010 року з урахуванням позачергових виборів, що відбулися у 2014 році.
На тимчасово окупованій внаслідок російської агресії території (Автономна Республіка Крим, Севастополь, окремі райони Донецької та Луганської областей) місцеві вибори не відбувалися. Це прямо передбачено ч. 5 ст. 8 Закону України «Про забезпечення прав і свобод громадян та правовий режим на тимчасово окупованій території України». Вибори також не відбувалися в окремих підконтрольних українській владі населених пунктах Донбасу, де голосування могло бути небезпечним для життя громадян через наближеність до військових дій.
Вибори депутатів районних у місті Києві рад також мали відбутися окремо.
Правовою основою виборів став новий Закон «Про місцеві вибори» від 14 липня 2015 року.

## Передісторія
У рішенні 2013 року Конституційний Суд України постановив, що всі чергові вибори депутатів місцевих рад та місцевих голів, обраних на чергових або позачергових виборах, відбуваються одночасно на всій території України в останню неділю жовтня п'ятого року повноважень, обраних на чергових виборах 31 жовтня 2010 року. Тобто, загальні місцеві вибори на всій території України повинні відбутися 25 жовтня 2015 року.
Унаслідок російської окупації АР Крим українська влада перестала контролювати цю територію і, як наслідок, утратила можливість проводити там будь-які плебісцити.
З початком кризи сепаратизму на сході України багато місцевих депутатів перейшли на бік сепаратистів, а самі виборні органи геть перестали функціонувати. Після початку відкритої російської агресії на окупованих територіях Донбасу були утворені невизнані Україною і світом формування «Донецька народна республіка» та «Луганська народна республіка», які проводили власні «вибори» та «референдуми». Ці голосування також не були визнані жодною країною світу.
Одночасно в суспільстві визріла думка щодо необхідності невідкладної децентралізації влади (передачі значних повноважень та бюджетів від державних органів органам місцевого самоврядування) як обов'язкової складової успішних реформ та умови збереження територіальної цілісності України. Децентралізацію також розглядали як розумну альтернативу федералізації, ідея якої проштовхувалася Росією на хвилі військової агресії рубежу 2014—15 років.
Мінські угоди, підписані представниками ОБСЄ, України та Росії з метою врегулювання кризи на Донбасі, також стосувалися питань децентралізації та місцевих виборів. Так, за Мінським протоколом від 5 вересня 2014 року Україна зобов'язувалася:
…3. здійснити децентралізацію влади, зокрема через ухвалення Закону України «Про тимчасовий порядок місцевого самоврядування в окремих районах Донецької та Луганської областей» (Закон про особливий статус);
…7. продовжити інклюзивний загальнонаціональний діалог;
…9. забезпечити проведення дострокових місцевих виборів відповідно до Закону України про особливий статус.
Закон України «Про особливий порядок місцевого самоврядування в окремих районах Донецької та Луганської областей», ухвалений 16 вересня 2014 року, на три роки запровадив особливий порядок місцевого самоврядування в окремих (окупованих) районах Донецької та Луганської областей. Закон призначав позачергові вибори депутатів районних, міських, районних у містах, селищних, сільських рад, сільських, селищних, міських голів в окремих районах Донецької та Луганської областей на неділю 7 грудня 2014 року. Згідно з Законом, їх повноваження не могли бути достроково припинені.
Проте, вибори на окупованих територіях 7 грудня не відбулися, оскільки:
- проросійські керманичі бойовиків на Донбасі не погодилися проводити голосування за законодавством України, організувавши натомість свої «вибори» в листопаді[17][18];
- Верховна Рада України вчасно не визначила перелік районів і населених пунктів, в яких запроваджується особливий порядок місцевого самоврядування (територія, на якій мали б проводитися вибори згідно зі ст. 1 Закону [Архівовано 30 вересня 2015 у Wayback Machine.]). У цей час у державі загострилася парламентська криза і проводилися позачергові вибори народних депутатів.

На початку 2015 року в окремих підконтрольних українському уряду районах Донеччини та Луганщини були утворені військово-цивільні адміністрації — тимчасові державні органи, які заміняли собою органи місцевої виконавчої влади та місцевого самоврядування. Виходячи з положень відповідного Закону, одночасне існування на одній території ВЦА та сформованих на місцевих виборах органів місцевого самоврядування, неможливе.
Наступна Мінська угода від 12 лютого 2015 року передбачала:
…4. у перший день після відводу [важкого озброєння] почати діалог про модальності проведення місцевих виборів відповідно до українського законодавства і Закону України «Про тимчасовий порядок місцевого самоврядування в окремих районах Донецької та Луганської областей», а також про майбутній режим цих районів на підставі зазначеного закону;
…11. проведення конституційної реформи в Україні з набуттям чинності до кінця 2015 року нової конституції, яка передбачає як ключовий елемент децентралізацію (з урахуванням особливостей окремих районів Донецької та Луганської областей, узгоджених з представниками цих районів), а також прийняття постійного законодавства про особливий статус окремих районів Донецької та Луганської областей;
…12. на підставі Закону України «Про тимчасовий порядок місцевого самоврядування в окремих районах Донецької та Луганської областей» питання, що стосуються місцевих виборів, будуть обговорюватися і узгоджуватися з представниками окремих районів Донецької та Луганської областей в рамках Тристоронньої Контактної групи. Вибори будуть проведені з дотриманням відповідних стандартів ОБСЄ при моніторингу з боку БДІПЛ ОБСЄ.
Проект змін до Конституції України (щодо децентралізації влади), пов'язаних з необхідністю виконання Мінських домовленостей, був унесений Президентом Петром Порошенком 1 липня 2015 року і зареєстрований в парламенті під № 2217а. Він значно розширює права місцевого самоврядування і запроваджує новий адміністративно-територіальний устрій. Законопроектом передбачено, що повноваження депутатів і голів, обраних на чергових місцевих виборах 25 жовтня 2015 року, будуть припинені у жовтні 2017 року — тоді пройдуть нові місцеві вибори відповідно до нового адміністративно-територіального устрою.
Керівники Донецької та Луганської військово-цивільних адміністрацій наполягали, що вибори 25 жовтня не можна проводити на всій контрольованій Україною території Донбасу. З іншої сторони, вони ж повинні надати Центрвиборчкому перелік окремих підконтрольних українській владі населених пунктів, де місцеві вибори 25 жовтня 2015 року не проводитимуться. У цих місцевостях голосування може бути небезпечним для життя громадян через наближеність до військових дій. Перелік має бути затверджено Верховною Радою.

## Особливості виборів

Кількість депутатів, що обираються до обласних рад

Новий Закон «Про місцеві вибори» запровадив низку нововведень, продиктованих, у тому числі, курсом на побудову європейської моделі місцевого самоврядування. Цьому приділялася увага і в коаліційній угоді парламенту поточного скликання. Серед новацій:
- У селах і селищах з населенням до 90 тис. вибори відбуваються за мажоритарною системою.
- Вибори до райрад, міськрад та облрад проходять за пропорційною системою.
- Міських голів населених пунктів з населенням більше 90 тисяч обирають абсолютною більшістю (50 %+1 голос). Передбачена можливість проведення другого туру.
- Блоки партій у виборах участі не беруть.
- Якщо партія набрала 5 % голосів, кількість кандидатів від неї які пройшли, визначається відповідно до кількості голосів, поданих безпосередньо за депутата в окремому окрузі.
- Дата реєстрації партії для участі у виборах не має значення.
- Обов'язковість присутності у списку партії не менше 30 % представників однієї статі[27].

Крім того, Закон уперше передбачив обрання ста́рост — нових посадових осіб місцевого самоврядування в об'єднаних територіальних громадах.
Для 159 об'єднаних територіальних громад та відповідних сільських, селищних, міських голів ці вибори стали першими. До об'єднання територіальних громад спричинився новий закон, спрямований на посилення спроможності місцевого самоврядування.
Міжнародні та українські спостерігачі, оглядачі, політологи неодноразово критикували законодавче забезпечення виборів як недосконале, непропрацьоване, заплутане.
Загалом виборцям належало обрати 10 721 місцевих рад зі 162-ма тисячами депутатів. Також 10 210 кандидатів балотувалися на посади «мерів» та голів рад. Що стосується гендерного представництва, загальне число жінок-кандидатів у ради становило близько 35 %, тоді як частка жінок, які балотувалися на посаду «мера»/голови — 13 %.
У перегонах узяли участь місцеві осередки 132-х партій.
Початковий бюджет виборів — 1,18 млрд ₴. На проведення повторного голосування 15 листопада додатково виділено 26,99 млн.

## Виборчий процес

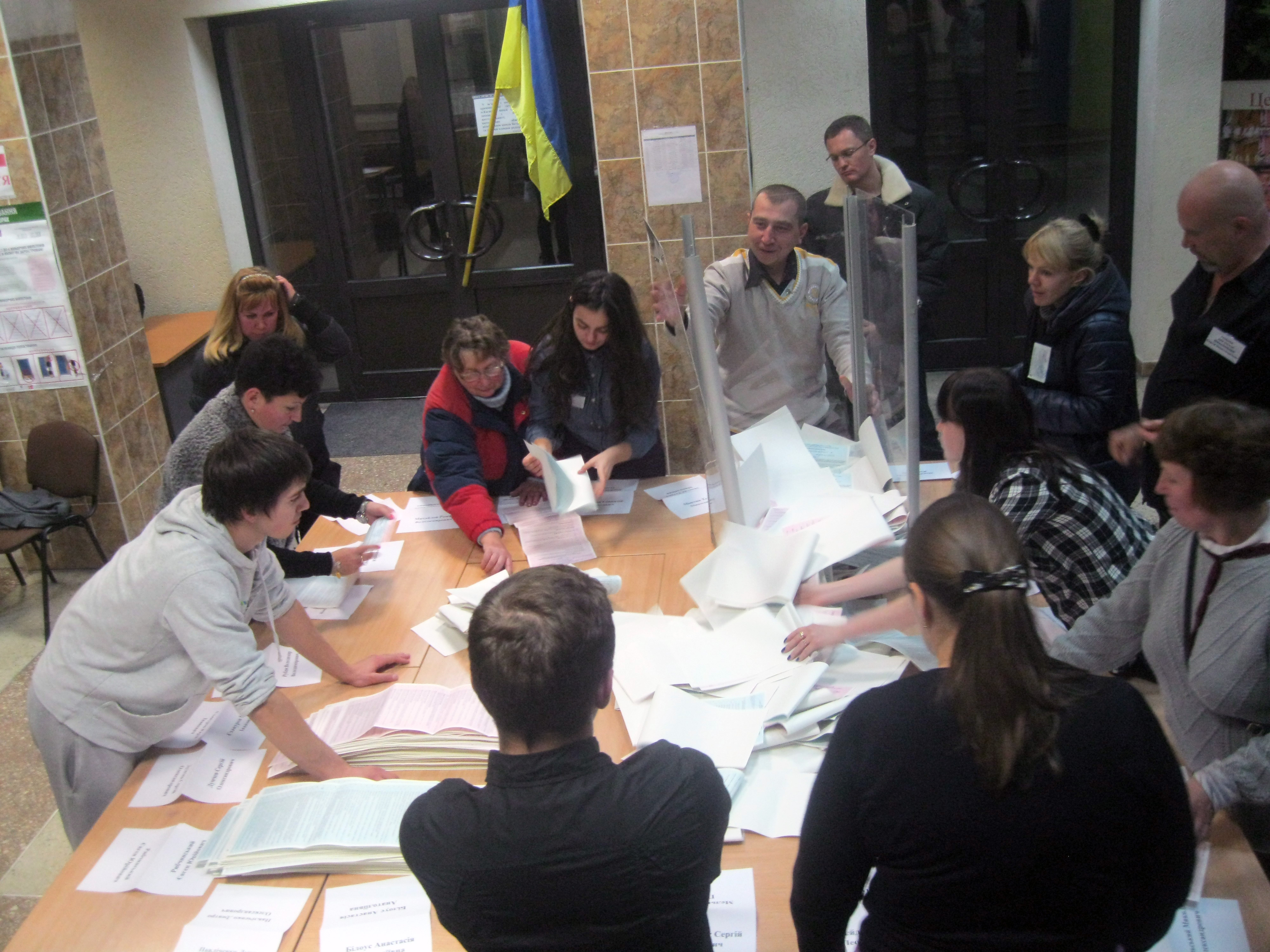
Відкриття однієї з останніх виборчих скриньок на ДВК у Солом'янському районі Києва. 25 жовтня 2015

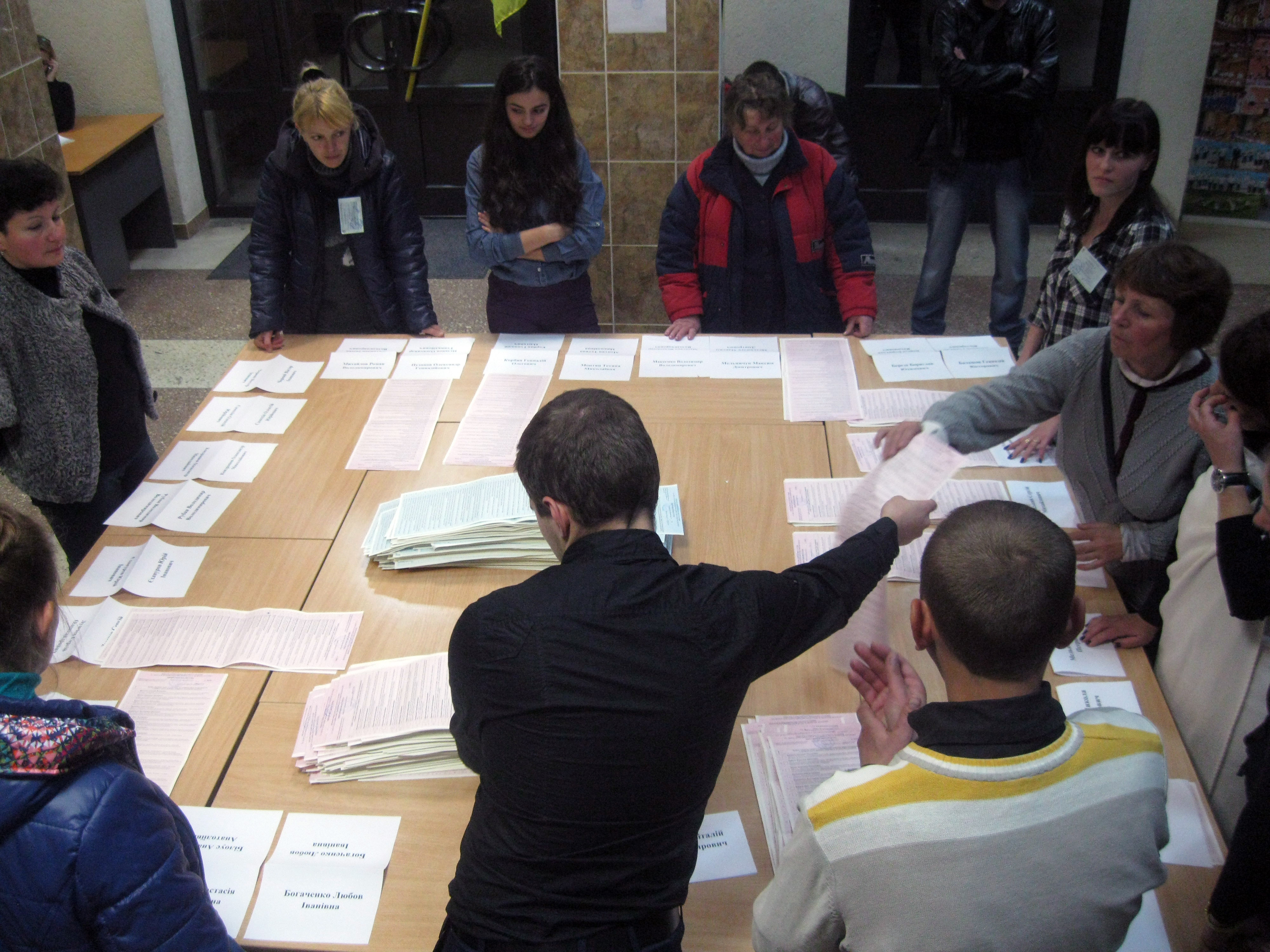
Підрахунок голосів: процес розподілу бюлетенів за кандидатами у міські голови, та списками партій до міської ради. ДВК у Солом'янському районі Києва. 25 жовтня 2015

Виборчий процес, згідно постанови ЦВК, розпочався 5 вересня — за 50 днів до дати виборів (ч. 1 ст. 15 Закону).
19 жовтня ЦВК завершила реєстрацію міжнародних офіційних спостерігачів на місцевих виборах. Їх загальна кількість становила 1555: 1421 осіб від 14-ти міжнародних організацій і 134 особи від 14-ти іноземних держав. Найчисельніше від організацій представлені Бюро демократичних інститутів і прав людини ОБСЄ (684 спостерігачів) та Європейська мережа організацій зі спостереження за виборами (ENEMO) — 383 спостерігача. Від держав найбільше надіслали Данія (33) та Угорщина (27). Крім того, дозвіл мати офіційних спостерігачів отримали 83 українські громадські організації.
Таким чином, кількість міжнародних спостерігачів зросла на 1065 порівняно з попередньою кампанією.
Комітет виборців України у звіті за результатами довготермінового спостереження за період 29 вересня—22 жовтня відзначив, що виборчий процес на цих виборах можна порівнювати з парламентськими виборами—2014 у питаннях кількості та масштабів порушень та рівня політичної культури. Основною формою агітації було розміщення агітаційних матеріалів у ЗМІ та на носіях зовнішньої реклами. Спостерігачі КВУ також схвалили достатню якість списків виборців.
Порушення, виявлені під час виборчої кампанії, описані розділом нижче.
24 жовтня настав «день тиші».

### День голосування 25 жовтня
О 8:00 25 жовтня 2015 року розпочалося голосування на місцевих виборах.
З 29 501 виборчих дільниць вчасно не відкрилися 237: в основному, в Донецькій області, а також у Сумах, Луганській, Одеській, Чернігівській областях (проблеми з бюлетенями та обладнанням дільниць).
Повністю вибори зірвано в Маріуполі та Красноармійську Донецької області. Причина — відсутність легітимних бюлетенів на дільницях.
У Сватовому Луганської області вибори до міської ради визнані недійсними через помилки при друку бюлетенів.
Дільниці зачинилися о 20:00.

#### Явка виборців 25 жовтня

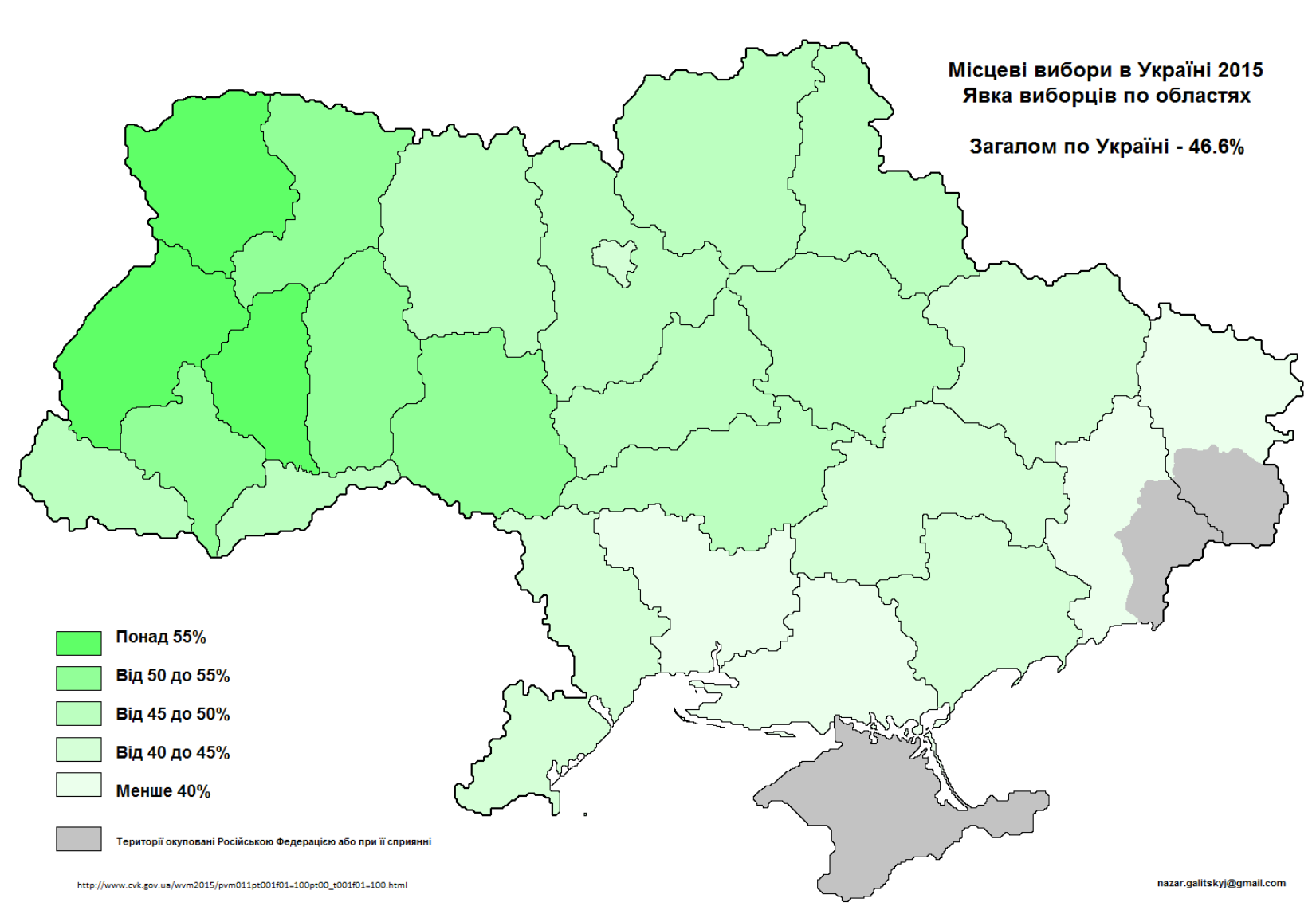
Явка виборців по областях 25 жовтня

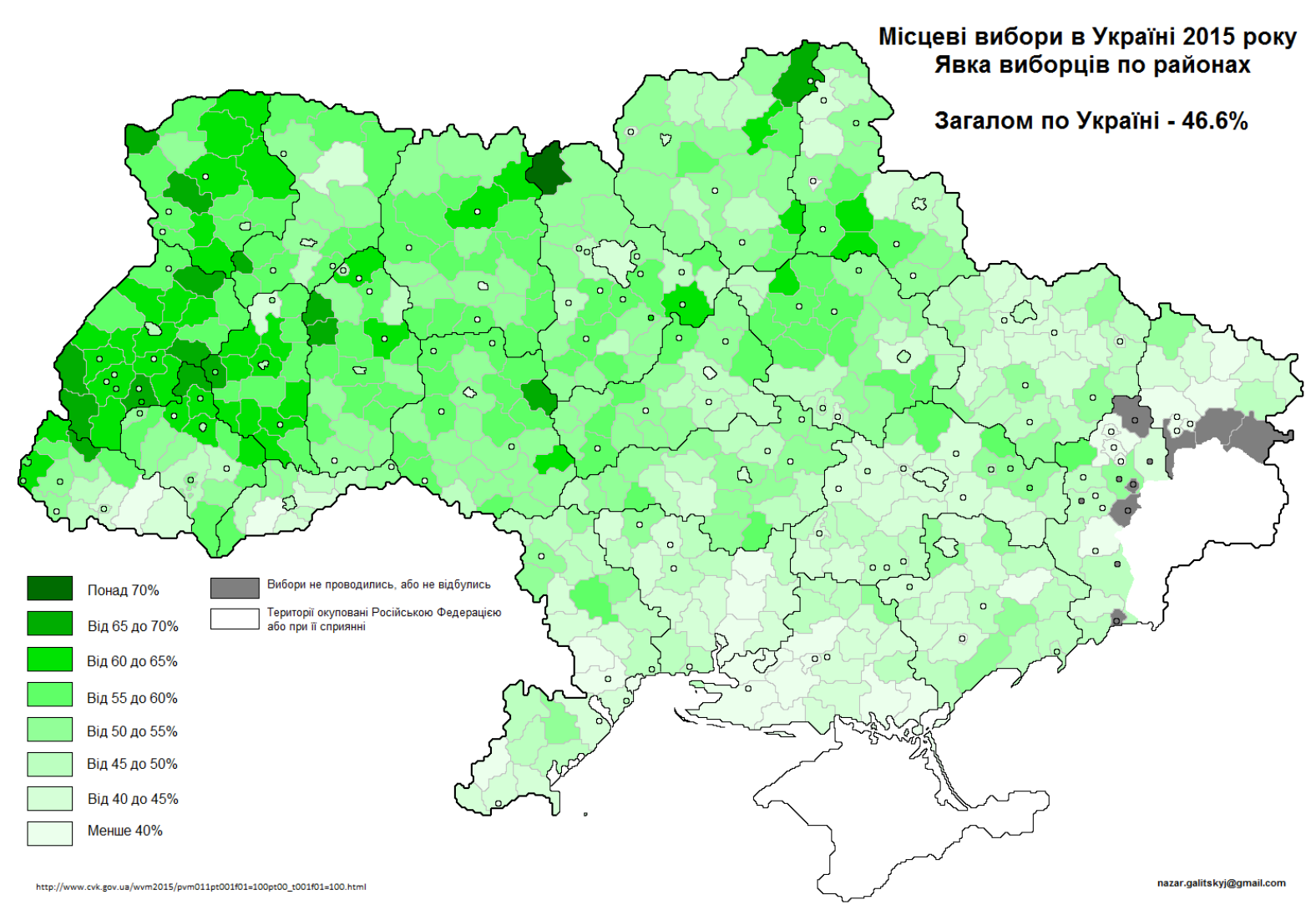
Явка виборців по районах та містах обласного підпорядкування 25 жовтня

Загальна явка виборців, за даними ЦВК, склала 46,61 %, що приблизно нарівні з попередніми виборами 2010 року.
| Регіон                    | Кількість виборців в уточнених списках | Кількість виборців, які отримали бюлетені | Явка, % |
| ------------------------- | -------------------------------------- | ----------------------------------------- | ------- |
| Вінницька область         | 1 261 986                              | 633 259                                   | 50,18   |
| Волинська область         | 772 193                                | 426 979                                   | 55,29   |
| Дніпропетровська область  | 2 580 522                              | 1 109 312                                 | 42,99   |
| Донецька область          | 1 088 111                              | 264 716                                   | 31,65   |
| Житомирська область       | 980 860                                | 481 526                                   | 49,09   |
| Закарпатська область      | 950 295                                | 467 123                                   | 49,16   |
| Запорізька область        | 1 409 973                              | 627 545                                   | 44,51   |
| Івано-Франківська область | 1 061 467                              | 561 017                                   | 52,85   |
| Київська область          | 1 446 094                              | 720 626                                   | 49,83   |
| Кіровоградська область    | 762 186                                | 353 508                                   | 46,38   |
| Луганська область         | 450 990                                | 159 047                                   | 35,27   |
| Львівська область         | 1 938 674                              | 1 091 725                                 | 56,31   |
| Миколаївська область      | 901 818                                | 347 005                                   | 38,48   |
| Одеська область           | 1 781 001                              | 745 692                                   | 41,87   |
| Полтавська область        | 1 161 854                              | 569 149                                   | 48,99   |
| Рівненська область        | 860 843                                | 437 529                                   | 50,83   |
| Сумська область           | 902 340                                | 415 361                                   | 46,03   |
| Тернопільська область     | 833 825                                | 475 914                                   | 56,48   |
| Харківська область        | 2 111 655                              | 938 232                                   | 44,43   |
| Херсонська область        | 841 800                                | 314 940                                   | 37,41   |
| Хмельницька область       | 1 026 341                              | 521 391                                   | 50,80   |
| Черкаська область         | 1 011 321                              | 475 914                                   | 47,06   |
| Чернівецька область       | 695 130                                | 339 608                                   | 48,86   |
| Чернігівська область      | 847 565                                | 413 262                                   | 48,76   |
| м.Київ                    | 2 129 930                              | 891 750                                   | 41,87   |
| Україна                   | 29808774                               | 13777182                                  | 46,61   |

### Повторне голосування 15 листопада

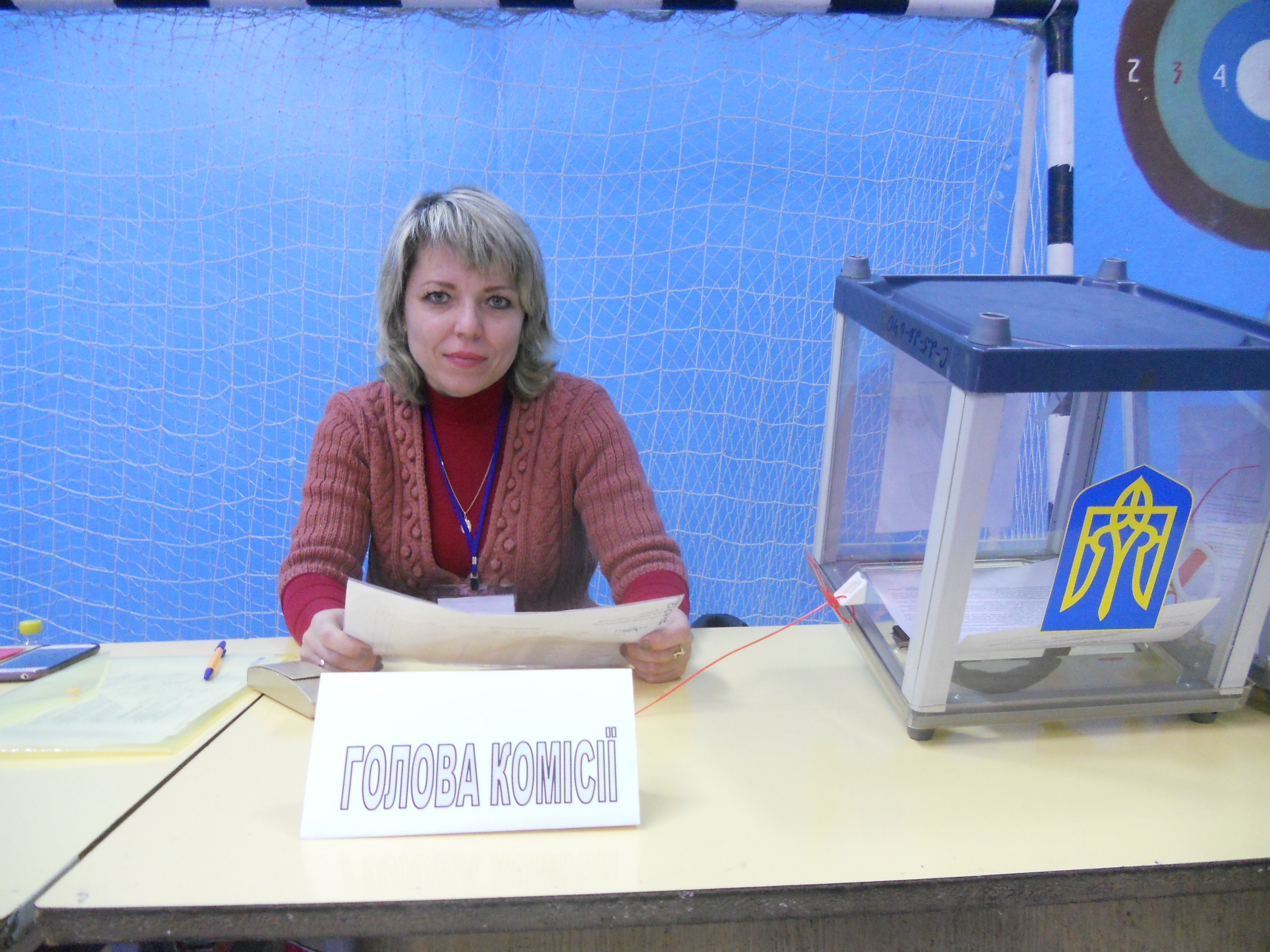
Вибори 15 листопада 2015, Чернігів, голова ДВК 741009, спортзал школи № 12.

У тому разі, якщо жоден з кандидатів на посаду міського голови не набрав абсолютної більшості голосів виборців у містах, кількість виборців у яких становить не менше 90 тисяч осіб, ЦВК згідно з Законом призначає повторне голосування (другий тур виборів).
Другий тур виборів відбувся 15 листопада 2015 року в таких 29 містах:
- столиця — Київ;
- обласні центри: Вінниця, Луцьк, Дніпропетровськ, Житомир, Ужгород, Запоріжжя, Івано-Франківськ, Кіровоград, Львів, Миколаїв, Полтава, Рівне, Суми, Херсон, Хмельницький, Черкаси, Чернівці, Чернігів;
- міста обласного значення: Дніпродзержинськ, Кривий Ріг, Нікополь, Павлоград (Дніпропетровська область), Краматорськ (Донецька область), Бердянськ, Мелітополь (Запорізька область), Біла Церква (Київська область), Кременчук (Полтавська область), Сєвєродонецьк (Луганська область)[50].

ЦВК спочатку заперечувала проти проведення другого туру у Павлограді, мотивуючи це тим, кількість виборців там зменшилася до рівня нижче 90 тисяч. Проте, після скандалу погодилася провести повторне голосування у цьому місті.
Окрім вищезгаданих 29-ти «других турів», у день 15 листопада в Україні відбулися ще 637 повторних голосувань — там, де результати виборів не були встановлені з різних причин (наприклад, якщо кандидати набрали рівну кількість голосів). Загалом ці голосування охопили більше 30 % усіх виборців України.

#### Явка виборців 15 листопада
Загальна явка виборців, за даними ЦВК, склала 34,08 %, що на 12 в. п. менше, ніж 25 жовтня.
| Регіон                    | Кількість виборців в уточнених списках | Кількість виборців, які отримали бюлетені | Явка, % |
| ------------------------- | -------------------------------------- | ----------------------------------------- | ------- |
| Вінницька область         | 287 400                                | 80 532                                    | 28.02   |
| Волинська область         | 158 750                                | 68 877                                    | 43.39   |
| Дніпропетровська область  | 1 683 514                              | 646 535                                   | 38.40   |
| Донецька область          | 151 561                                | 62 911                                    | 41.51   |
| Житомирська область       | 214 849                                | 63 395                                    | 29.51   |
| Закарпатська область      | 95 441                                 | 36 367                                    | 38.10   |
| Запорізька область        | 817 174                                | 305 306                                   | 37.36   |
| Івано-Франківська область | 186 133                                | 69 967                                    | 37.59   |
| Київська область          | 161 833                                | 65 662                                    | 40.57   |
| Кіровоградська область    | 194 735                                | 52 869                                    | 27.15   |
| Луганська область         | 94 211                                 | 26 917                                    | 28.57   |
| Львівська область         | 588 919                                | 234 611                                   | 39.84   |
| Миколаївська область      | 369 954                                | 147 075                                   | 39.75   |
| Одеська область           | 7579                                   | 3202                                      | 42.25   |
| Полтавська область        | 406 946                                | 149 153                                   | 36.65   |
| Рівненська область        | 186 045                                | 58 501                                    | 31.44   |
| Сумська область           | 235 565                                | 73 279                                    | 31.11   |
| Тернопільська область     | 1895                                   | 1055                                      | 55.67   |
| Харківська область        | 5469                                   | 1934                                      | 35.36   |
| Херсонська область        | 271 785                                | 55 760                                    | 20.52   |
| Хмельницька область       | 207 919                                | 71 302                                    | 34.29   |
| Черкаська область         | 228 202                                | 62 212                                    | 27.26   |
| Чернівецька область       | 186 815                                | 54 534                                    | 29.19   |
| Чернігівська область      | 226 610                                | 105 257                                   | 46.45   |
| м. Київ                   | 2 131 923                              | 604 395                                   | 28.35   |
| Україна                   | 9 101 227                              | 3 101 608                                 | 34.08   |

### Переголосування 29 листопада
Оскільки вибори в Маріуполі і Красноармійську не відбулися 25 жовтня, Верховна Рада призначила переголосування на 29 листопада 2015 року.
У цей день відбулися чергові вибори депутатів Красноармійської міської ради, Красноармійського міського голови та депутатів Маріупольської міської ради, Маріупольського міського голови (Донецька область), а також повторні місцеві вибори Мирнівського сільського голови, 12-ти депутатів Мирнівської сільської ради та одного депутата Ольшанської селищної ради (Миколаївська область), а також Колодеженського сільського голови (Волинська область).

#### Явка виборців 29 листопада
| Регіон         | Кількість виборців в уточнених списках | Кількість виборців, які отримали бюлетені | Явка, % |
| -------------- | -------------------------------------- | ----------------------------------------- | ------- |
| Красноармійськ | 58 900                                 | 22 136                                    | 37.58   |
| Маріуполь      | 330 221                                | 120 507                                   | 36.49   |

## Результати
Кандидати, партійна приналежність яких не зазначена, балотувалися шляхом самовисування.

### Вінницька область
Вінницька обласна рада
| Партія                           | Голосів | К-сть депутатів | % у раді |
| -------------------------------- | ------- | --------------- | -------- |
| 1. БПП «Солідарність»            | 176832  | 27              | 32.14    |
| 2. ВО «Батьківщина»              | 112601  | 17              | 20.24    |
| 3. Радикальна партія Олега Ляшка | 61751   | 9               | 10.71    |
| 4. Об'єднання «Самопоміч»        | 45418   | 7               | 8.33     |
| 5. ВО «Свобода»                  | 41670   | 6               | 7.14     |
| 6. Аграрна партія України        | 40545   | 6               | 7.14     |
| 7. «Опозиційний блок»            | 37656   | 6               | 7.14     |
| 8. «Укроп»                       | 35889   | 6               | 7.14     |

Вінницька міська рада
| Партія                               | Голосів | К-сть депутатів | % у раді |
| ------------------------------------ | ------- | --------------- | -------- |
| 1. «Вінницька європейська стратегія» | 28970   | 20              | 37.04    |
| 2. БПП «Солідарність»                | 15368   | 10              | 18.52    |
| 3. ВО «Батьківщина»                  | 12729   | 9               | 16.67    |
| 4. ВО «Свобода»                      | 9760    | 6               | 11.11    |
| 5. Об'єднання «Самопоміч»            | 7489    | 5               | 9.26     |
| 6. «Опозиційний блок»                | 5470    | 4               | 7.41     |

Вінницький міський голова
І тур
| Кандидат                                               | %     | Голосів |
| ------------------------------------------------------ | ----- | ------- |
| 1. Сергій Моргунов («Вінницька європейська стратегія») | 48.2  | 51849   |
| 2. Людмила Щербаківська (ВО «Батьківщина»)             | 13.58 | 14609   |
| 3. Олексій Фурман (ВО «Свобода»)                       | 8.17  | 8797    |
| 4. Володимир Воловадюк («Народний контроль»)           | 6.10  | 6571    |

II тур
| Кандидат                                            | %     | Голосів |
| --------------------------------------------------- | ----- | ------- |
| Сергій Моргунов («Вінницька європейська стратегія») | 63.92 | 50763   |
| Людмила Щербаківська (ВО «Батьківщина»)             | 33.21 | 26377   |

### Волинська область
Волинська обласна рада
| Партія                           | Голосів | К-сть депутатів | % у раді |
| -------------------------------- | ------- | --------------- | -------- |
| 1. «УКРОП»                       | 90195   | 17              | 26.56    |
| 2. БПП «Солідарність»            | 73308   | 13              | 20.31    |
| 3. ВО «Батьківщина»              | 65678   | 12              | 18.75    |
| 4. ВО «Свобода»                  | 35825   | 7               | 10.94    |
| 5. Радикальна партія Олега Ляшка | 34017   | 6               | 9.38     |
| 6. Об'єднання «Самопоміч»        | 26793   | 5               | 7.81     |
| 7. «Наш край»                    | 21305   | 4               | 6.25     |

Луцька міська рада
| Партія                           | Голосів | К-сть депутатів | % у раді |
| -------------------------------- | ------- | --------------- | -------- |
| 1. «Укроп»                       | 23102   | 15              | 35.71    |
| 2. БПП «Солідарність»            | 12931   | 8               | 19.05    |
| 3. ВО «Свобода»                  | 7446    | 5               | 11.90    |
| 4. Об'єднання «Самопоміч»        | 6713    | 4               | 9.52     |
| 5. ВО «Батьківщина»              | 5779    | 4               | 9.52     |
| 6. «Народний контроль»           | 5002    | 3               | 7.14     |
| 7. Радикальна партія Олега Ляшка | 4612    | 3               | 7.14     |

Луцький міський голова
І тур
| Кандидат                                                 | %     | Голосів |
| -------------------------------------------------------- | ----- | ------- |
| 1. Микола Романюк (БПП «Солідарність»)                   | 39.85 | 30187   |
| 2. Олександр Товстенюк («Укроп»)                         | 32.80 | 24843   |
| 3. Сергій Кудрявцев (ВО «Свобода»)                       | 7.54  | 5713    |
| 4. Павло Данильчук (Громадський рух «Народний Контроль») | 7.10  | 5383    |

ІІ тур
| Кандидат                               | %     | Голосів |
| -------------------------------------- | ----- | ------- |
| 1. Микола Романюк (БПП «Солідарність») | 55.70 | 37575   |
| 2. Олександр Товстенюк («Укроп»)       | 42.02 | 28346   |

### Дніпропетровська область
Дніпропетровська обласна рада
| Партія                           | Голосів | К-сть депутатів | % у раді |
| -------------------------------- | ------- | --------------- | -------- |
| 1. «Опозиційний блок»            | 359004  | 46              | 38.33    |
| 2. «УКРОП»                       | 194347  | 25              | 20.83    |
| 3. БПП «Солідарність»            | 108996  | 14              | 11.67    |
| 4. «Відродження»                 | 83021   | 10              | 8.33     |
| 5. ВО «Батьківщина»              | 70499   | 9               | 7.50     |
| 6. Радикальна партія Олега Ляшка | 64322   | 8               | 6.67     |
| 7. Об'єднання «Самопоміч»        | 60436   | 8               | 6.67     |

Дніпропетровська міська рада
| Партія                    | Голосів | К-сть депутатів | % у раді |
| ------------------------- | ------- | --------------- | -------- |
| 1. «Опозиційний блок»     | 100184  | 25              | 39.06    |
| 2. «УКРОП»                | 82100   | 21              | 32.81    |
| 3. «Громадська сила»      | 29671   | 7               | 10.94    |
| 4. БПП «Солідарність»     | 24631   | 6               | 9.38     |
| 5. Об'єднання «Самопоміч» | 19449   | 5               | 7.81     |

Дніпропетровський міський голова
І тур
| Кандидат                                 | %     | Голосів |
| ---------------------------------------- | ----- | ------- |
| 1. Олександр Вілкул («Опозиційний блок») | 37.94 | 126691  |
| 2. Борис Філатов («УКРОП»)               | 35.77 | 119473  |
| 3. Загід Краснов («Громадська сила»)     | 12.42 | 41492   |

ІІ тур
| Кандидат                              | %     | Голосів |
| ------------------------------------- | ----- | ------- |
| Борис Філатов («УКРОП»)               | 52.32 | 184874  |
| Олександр Вілкул («Опозиційний блок») | 44.93 | 158752  |

Дніпродзержинський міський голова
І тур
| Кандидат                                      | %    | Голосів |
| --------------------------------------------- | ---- | ------- |
| Білоусов Андрій Леонідович (БПП Солідарність) | 33,1 | 22908   |
| Найда Євген Валентинович (УКРОП)              | 12,9 | 8955    |
| Мороз Олег Миколайович                        | 11,8 | 8143    |

ІІ тур
| Кандидат                                      | %     | Голосів |
| --------------------------------------------- | ----- | ------- |
| Білоусов Андрій Леонідович (БПП Солідарність) | 51.84 | 184874  |
| Найда Євген Валентинович (УКРОП)              | 43.18 | 19346   |

Криворізький міський голова
І тур
| Кандидат                                 | %     | Голосів |
| ---------------------------------------- | ----- | ------- |
| 1. Юрій Вілкул («Опозиційний блок»)      | 45.13 | 88345   |
| 2. Юрій Милобог (Об'єднання «Самопоміч») | 10.69 | 20936   |
| 3. Микола Колесник («УКРОП»)             | 8.88  | 17388   |

ІІ тур
| Кандидат                              | %     | Голосів |
| ------------------------------------- | ----- | ------- |
| Юрій Вілкул («Опозиційний блок»)      | 49.25 | 89209   |
| Юрій Милобог (Об'єднання «Самопоміч») | 48.83 | 88457   |

III тур (переголосування) (27 березня 2016р.)

| Кандидат                                  | %     | Голосів |
| ----------------------------------------- | ----- | ------- |
| Юрій Вілкул («Опозиційний блок»)          | 72.89 | 209 469 |
| Семен Семенченко (Об'єднання «Самопоміч») | 10.73 | 30 837  |

Нікопольський міський голова
І тур
| Кандидат                                 | %     | Голосів |
| ---------------------------------------- | ----- | ------- |
| Фісак Андрій Петрович (БПП Солідарність) | 33.26 | 14649   |
| Бичков Дмитро Олександрович (УКРОП)      | 17.3  | 7619    |
| Старун Сергій Володимирович              | 15.95 | 7026    |

ІІ тур
| Кандидат                                 | %     | Голосів |
| ---------------------------------------- | ----- | ------- |
| Фісак Андрій Петрович (БПП Солідарність) | 56.93 | 16900   |
| Бичков Дмитро Олександрович (УКРОП)      | 39.83 | 11823   |

Павлоградський міський голова
І тур
| Кандидат                                          | %    | Голосів |
| ------------------------------------------------- | ---- | ------- |
| Вершина Анатолій Олексійович («Опозиційний блок») | 35.5 | 14130   |
| Тєрєхов Євген Едуардович (УКРОП)                  | 18.4 | 7341    |
| Іскендеров Іскендер Расул Огли                    | 13,1 | 5198    |

ІІ тур
| Кандидат                                          | %     | Голосів |
| ------------------------------------------------- | ----- | ------- |
| Вершина Анатолій Олексійович («Опозиційний блок») | 57.22 | 21078   |
| Тєрєхов Євген Едуардович (УКРОП)                  | 38.65 | 14237   |

### Житомирська область
Житомирська обласна рада
| Партія                           | Голосів | К-сть депутатів | % у раді |
| -------------------------------- | ------- | --------------- | -------- |
| 1. БПП «Солідарність»            | 98726   | 17              | 26.56    |
| 2. ВО «Батьківщина»              | 77065   | 13              | 20.31    |
| 3. «Опозиційний блок»            | 38607   | 7               | 10.94    |
| 4. Радикальна партія Олега Ляшка | 37558   | 6               | 9.38     |
| 5. Об'єднання «Самопоміч»        | 34532   | 6               | 9.38     |
| 6. Народна партія                | 31423   | 5               | 7.81     |
| 7. «Укроп»                       | 30105   | 5               | 7.81     |
| 8. «Свобода»                     | 28316   | 5               | 7.81     |

Житомирська міська рада
| Партія                           | Голосів | К-сть депутатів | % у раді |
| -------------------------------- | ------- | --------------- | -------- |
| 1. БПП «Солідарність»            | 15276   | 11              | 26.19    |
| 2. ВО «Батьківщина»              | 13690   | 10              | 23.81    |
| 3. Об'єднання «Самопоміч»        | 9183    | 7               | 16.67    |
| 4. ВО «Свобода»                  | 7783    | 5               | 11.90    |
| 5. «Опозиційний блок»            | 7059    | 5               | 11.90    |
| 6. Радикальна партія Олега Ляшка | 5383    | 4               | 9.52     |

Житомирський міський голова
І тур
| Кандидат                                  | %     | Голосів |
| ----------------------------------------- | ----- | ------- |
| 1. Сергій Сухомлин (БПП «Солідарність»)   | 27.70 | 21253   |
| 2. Любов Цимбалюк (ВО «Батьківщина»)      | 25.52 | 19582   |
| 3. Сидір Кізін (ВО «Свобода»)             | 11.25 | 8632    |
| 4. Наталія Чиж (Об'єднання «Самопоміч»)   | 10.77 | 8267    |
| 5. Наталія Леонченко («Опозиційний блок») | 6.60  | 5068    |
| 6. Георгій Буравков                       | 4.36  | 3345    |

ІІ тур
| Кандидат                             | %     | Голосів |
| ------------------------------------ | ----- | ------- |
| Сергій Сухомлин (БПП «Солідарність») | 52.65 | 31637   |
| Любов Цимбалюк (ВО «Батьківщина»)    | 42.79 | 25711   |

### Закарпатська область
Закарпатська обласна рада
| Партія                | %    | Голосів | К-сть депутатів | % у раді |
| --------------------- | ---- | ------- | --------------- | -------- |
| 1. «Єдиний центр»     | 21.4 | 100211  | 19              | 29.69    |
| 2. БПП «Солідарність» | 16.9 | 79393   | 15              | 23.44    |
| 3. «Відродження»      | 12.1 | 56490   | 11              | 17.19    |
| 4. КМКС               | 8.6  | 41517   | 8               | 12.50    |
| 5. «Батьківщина»      | 8.25 | 37751   | 7               | 10.94    |
| 6. «Опозиційний блок» | 5.04 | 23689   | 4               | 6.25     |

Ужгородська міська рада
| Партія                           | Голосів | К-сть депутатів | % у раді |
| -------------------------------- | ------- | --------------- | -------- |
| 1. «Відродження»                 | 8846    | 9               | 25.00    |
| 2. БПП «Солідарність»            | 4754    | 5               | 13.89    |
| 3. «Патріот»                     | 4648    | 5               | 13.89    |
| 4. «Наш край»                    | 3632    | 3               | 8.33     |
| 5. Європейська партія України    | 3605    | 3               | 8.33     |
| 6. ВО «Батьківщина»              | 3258    | 3               | 8.33     |
| 7. Єдиний Центр                  | 2761    | 3               | 8.33     |
| 8. Об'єднання «Самопоміч»        | 2618    | 3               | 8.33     |
| 9. «КМКС» Партія угорців України | 2548    | 2               | 5.56     |

Ужгородський міський голова
І тур
| Кандидат                              | %       | Голосів |
| ------------------------------------- | ------- | ------- |
| 1. Богдан Андріїв («Відродження»)     | 22.2466 | 10740   |
| 2. Сергій Ратушняк                    | 14.8497 | 7169    |
| 3. Михайло Качур (БПП «Солідарність») | 11.3491 | 5479    |

ІІ тур
| Кандидат                       | %     | Голосів |
| ------------------------------ | ----- | ------- |
| Богдан Андріїв («Відродження») | 58.49 | 20665   |
| Сергій Ратушняк                | 30.94 | 10932   |

### Запорізька область
Запорізька обласна рада
| Партія                             | Голосів | К-сть депутатів | % у раді |
| ---------------------------------- | ------- | --------------- | -------- |
| 1. «Опозиційний блок»              | 174392  | 28              | 33.33    |
| 2. БПП «Солідарність»              | 80697   | 13              | 15.48    |
| 3. «Наш край»                      | 61822   | 10              | 11.90    |
| 4. ВО «Батьківщина»                | 51241   | 8               | 9.52     |
| 5. «УКРОП»                         | 43520   | 7               | 8.33     |
| 6. «Радикальна партія Олега Ляшка» | 38753   | 6               | 7.14     |
| 7. Об'єднання «Самопоміч»          | 36688   | 6               | 7.14     |
| 8. «Нова політика»                 | 33255   | 6               | 7.14     |

Запорізька міська рада
| Партія                    | Голосів | К-сть депутатів | % у раді |
| ------------------------- | ------- | --------------- | -------- |
| 1. «Опозиційний блок»     | 62902   | 20              | 31.25    |
| 2. «УКРОП»                | 28595   | 9               | 14.06    |
| 3. «Нова політика»        | 27692   | 9               | 14.06    |
| 4. БПП «Солідарність»     | 27404   | 8               | 12.50    |
| 5. «Наш край»             | 20981   | 6               | 9.38     |
| 6. Об'єднання «Самопоміч» | 18611   | 6               | 9.38     |
| 7. «Батьківщина»          | 18156   | 6               | 9.38     |

Запорізький міський голова
І тур
| Кандидат                               | %     | Голосів |
| -------------------------------------- | ----- | ------- |
| 1. Володимир Буряк                     | 31.84 | 83029   |
| 2. Микола Фролов (БПП «Солідарність»)  | 12.96 | 33798   |
| 3. Ярослав Гришин («УКРОП»)            | 12.29 | 32057   |
| 4. Олександр Сін                       | 9.35  | 24382   |
| 5. Сергій Кальцев («Наш край»)         | 8.69  | 22669   |
| 6. Олександр Старух (ВО «Батьківщина») | 6.12  | 15962   |

II тур
| Кандидат                           | %     | Голосів |
| ---------------------------------- | ----- | ------- |
| Володимир Буряк                    | 55.62 | 123682  |
| Микола Фролов (БПП «Солідарність») | 39.49 | 87814   |

Бердянський міський голова
І тур
| Кандидат | % | Голосів |
| -------- | - | ------- |
| 1.       |   |         |
| 2.       |   |         |
| 3.       |   |         |

II тур
| Кандидат                                 | %     | Голосів |
| ---------------------------------------- | ----- | ------- |
| Чепурний Володимир Павлович («Наш край») | 52.74 | 21059   |
| Бакай Олексій Анатолійович               | 42.71 | 17055   |

Мелітопольський міський голова
І тур
| Кандидат | % | Голосів |
| -------- | - | ------- |
| 1.       |   |         |
| 2.       |   |         |
| 3.       |   |         |

II тур
| Кандидат                                          | %     | Голосів |
| ------------------------------------------------- | ----- | ------- |
| Мінько Сергій Анатолійович (БПП Солідарність)     | 55.78 | 23698   |
| Рябіков Олександр Анатолійович (Опозиційний блок) | 41.06 | 17446   |

### Івано-Франківська область
Івано-Франківська обласна рада
| Партія                    | Голосів | К-сть депутатів | % у раді |
| ------------------------- | ------- | --------------- | -------- |
| 1. БПП «Солідарність»     | 118418  | 23              | 27.38    |
| 2. «Батьківщина»          | 90232   | 18              | 21.43    |
| 3. «Свобода»              | 81144   | 16              | 19.05    |
| 4. УКРОП                  | 59193   | 12              | 14.29    |
| 5. Об'єднання «Самопоміч» | 40261   | 8               | 9.52     |
| 6. «Воля»                 | 35929   | 7               | 8.33     |

Івано-Франківська міська рада
| Партія                       | Голосів | К-сть депутатів | % у раді |
| ---------------------------- | ------- | --------------- | -------- |
| 1. ВО «Свобода»              | 22644   | 14              | 33.33    |
| 2. БПП «Солідарність»        | 14661   | 9               | 21.43    |
| 3. Об'єднання «Самопоміч»    | 10336   | 6               | 14.29    |
| 4. УКРОП                     | 9396    | 6               | 14.29    |
| 5. ВО «Батьківщина»          | 6965    | 4               | 9.52     |
| 6. Українська Народна Партія | 4758    | 3               | 7.14     |

Івано-Франківський міський голова
І тур
| Кандидат                                          | %     | Голосів |
| ------------------------------------------------- | ----- | ------- |
| 1. Ігор Насалик (БПП «Солідарність»)              | 27.50 | 23393   |
| 2. Руслан Марцінків (ВО «Свобода»)                | 23.34 | 19850   |
| 3. Олександр Шевченко («УКРОП»)                   | 19.56 | 16638   |
| 4. Віктор Анушкевичус (Українська Народна Партія) | 16.76 | 14253   |
| 5. Ірина Кулинич (Об'єднання «Самопоміч»)         | 5.58  | 4751    |

II тур
| Кандидат                          | %     | Голосів |
| --------------------------------- | ----- | ------- |
| Руслан Марцінків (ВО «Свобода»)   | 54.83 | 37714   |
| Ігор Насалик (БПП «Солідарність») | 42.27 | 29077   |

### Київська область
Київська обласна рада
| Партія                           | Голосів | К-сть депутатів | % у раді |
| -------------------------------- | ------- | --------------- | -------- |
| 1. БПП «Солідарність»            | 156378  | 22              | 26.19    |
| 2. ВО «Батьківщина»              | 119619  | 16              | 19.05    |
| 3. Об'єднання «Самопоміч»        | 63365   | 10              | 11.90    |
| 4. Радикальна партія Олега Ляшка | 63311   | 9               | 10.71    |
| 5. «УКРОП»                       | 55644   | 7               | 8.33     |
| 6. «Наш край»                    | 51042   | 7               | 8.33     |
| 7. ВО «Свобода»                  | 50689   | 7               | 8.33     |
| 8. «Опозиційний блок»            | 38388   | 6               | 7.14     |

Білоцерківський міський голова
І тур
| Кандидат | % | Голосів |
| -------- | - | ------- |
| 1.       |   |         |
| 2.       |   |         |
| 3.       |   |         |

II тур
| Кандидат                                | %     | Голосів |
| --------------------------------------- | ----- | ------- |
| Дикий Геннадій Анатолійович (Самопоміч) | 59.30 | 36697   |
| Єфименко Костянтин Олексійович          | 38.44 | 23791   |

### м. Київ
Київська міська рада
| Партія                    | %     | Голосів | К-сть депутатів | % у раді |
| ------------------------- | ----- | ------- | --------------- | -------- |
| 1. БПП «Солідарність»     | 27.56 | 237970  | 52              | 43.33    |
| 2. Об'єднання «Самопоміч» | 11.8  | 101950  | 22              | 18.33    |
| 3. ВО «Батьківщина»       | 8.91  | 76991   | 17              | 14.17    |
| 4. «Єдність»              | 7.81  | 67480   | 15              | 12.50    |
| 5. ВО «Свобода»           | 7.73  | 66797   | 14              | 11.67    |

Київський міський голова
І тур
(наведені кандидати, що набрали понад 5 відсотків голосів)
| Місце | Кандидат             | % голосів | Кількість голосів |
| ----- | -------------------- | --------- | ----------------- |
| 1     | Віталій Кличко       | 40.57     | 353 312           |
| 2     | Борислав Береза      | 8.85      | 77 029            |
| 3     | Олександр Омельченко | 8.47      | 73 725            |
| 4     | Володимир Бондаренко | 7.86      | 68 460            |
| 5     | Сергій Гусовський    | 7.72      | 67 197            |

II тур
| Місце | Кандидат        | % голосів | Кількість голосів |
| ----- | --------------- | --------- | ----------------- |
| 1     | Віталій Кличко  | 64.10     | 392 614           |
| 2     | Борислав Береза | 32.30     | 197 844           |

### Кіровоградська область
Кіровоградська обласна рада
| Партія                           | Голосів | К-сть депутатів | % у раді |
| -------------------------------- | ------- | --------------- | -------- |
| 1. БПП «Солідарність»            | 69403   | 14              | 21.88    |
| 2. ВО «Батьківщина»              | 66031   | 14              | 21.88    |
| 3. «Опозиційний блок»            | 63305   | 13              | 20.31    |
| 4. Радикальна партія Олега Ляшка | 28722   | 6               | 9.38     |
| 5. «УКРОП»                       | 24432   | 5               | 7.81     |
| 6. Об'єднання «Самопоміч»        | 20775   | 4               | 6.25     |
| 7. ВО «Свобода»                  | 17428   | 4               | 6.25     |
| 8. «Наш край»                    | 17370   | 4               | 6.25     |

Кіровоградська міська рада
| Партія                           | Голосів | К-сть депутатів | % у раді |
| -------------------------------- | ------- | --------------- | -------- |
| 1. БПП «Солідарність»            | 14708   | 9               | 21.43    |
| 2. «Наш край»                    | 11611   | 7               | 16.67    |
| 3. ВО «Батьківщина»              | 10781   | 6               | 14.29    |
| 4. «Опозиційний блок»            | 8915    | 5               | 11.90    |
| 5. «УКРОП»                       | 6648    | 4               | 9.52     |
| 6. Об'єднання «Самопоміч»        | 5125    | 3               | 7.14     |
| 7. «Рідне місто»                 | 4795    | 3               | 7.14     |
| 8. Радикальна партія Олега Ляшка | 4559    | 3               | 7.14     |
| 9. «Свобода»                     | 4008    | 2               | 4.76     |

Кіровоградський міський голова
І тур
| Кандидат                                | %     | Голосів |
| --------------------------------------- | ----- | ------- |
| 1. Андрій Райкович (БПП «Солідарність») | 27.46 | 22237   |
| 2. Артем Стрижаков                      | 24.59 | 19917   |
| 3. Андрій Табалов («Наш край»)          | 19.94 | 16147   |
| 4. Віта Атаманчук                       | 5.46  | 4425    |

II тур
| Кандидат                             | % | Голосів |
| ------------------------------------ | - | ------- |
| Андрій Райкович (БПП «Солідарність») |   |         |
| Артем Стрижаков                      |   |         |

### Луганська область
Сєвєродонецький міський голова
II тур
| Кандидат                      | %     | Голосів |
| ----------------------------- | ----- | ------- |
| Казаков Валентин Васильович   | 60.01 | 15641   |
| Грицишин Володимир Омелянович | 36.19 | 9433    |

### Львівська область
Львівська обласна рада
| Партія                           | %     | Голосів | К-сть депутатів | % у раді |
| -------------------------------- | ----- | ------- | --------------- | -------- |
| 1. БПП «Солідарність»            | 21.37 | 224664  | 20              | 23.81    |
| 2. Об'єднання «Самопоміч»        | 14.77 | 155337  | 14              | 16.67    |
| 3. ВО «Свобода»                  | 12.87 | 135344  | 12              | 14.29    |
| 4. ВО «Батьківщина»              | 9.11  | 95748   | 9               | 10.71    |
| 5. «Громадянська позиція»        | 8.09  | 85074   | 8               | 9.52     |
| 6. «УКРОП»                       | 6.19  | 65030   | 6               | 7.14     |
| 7. Радикальна партія Олега Ляшка | 5.59  | 58803   | 5               | 5.95     |
| 8. «Народний Контроль»           | 5.23  | 54950   | 5               | 5.95     |
| 9. Народний рух України          | 5.01  | 52694   | 5               | 5.95     |

Львівська міська рада
| Партія                        | Голосів | К-сть депутатів | % у раді |
| ----------------------------- | ------- | --------------- | -------- |
| 1. Об'єднання «Самопоміч»     | 87346   | 24              | 37.50    |
| 2. БПП «Солідарність»         | 35694   | 10              | 15.63    |
| 3. ВО «Свобода»               | 27225   | 8               | 12.50    |
| 4. «Громадянська позиція»     | 25920   | 7               | 10.94    |
| 5. «Народний контроль»        | 20831   | 6               | 9.38     |
| 6. «УКРОП»                    | 16172   | 5               | 7.81     |
| 7. Українська галицька партія | 15756   | 4               | 6.25     |

Львівський міський голова
І тур
| Кандидат                                   | %       | Голосів |
| ------------------------------------------ | ------- | ------- |
| 1. Андрій Садовий (Об'єднання «Самопоміч») | 49.22 % | 131 426 |
| 2. Руслан Кошулинський (ВО «Свобода»)      | 12.29 % | 32 811  |
| 3. Володимир Гірняк                        | 11.08 % | 29 595  |
| 4. Дмитро Добродомов                       | 10.74 % | 28 697  |
| 5. Оксана Юринець                          | 4.33 %  | 11 576  |

II тур
| Кандидат                                | %     | Голосів |
| --------------------------------------- | ----- | ------- |
| Андрій Садовий (Об'єднання «Самопоміч») | 61.10 | 140942  |
| 2. Руслан Кошулинський (ВО «Свобода»)   | 36.86 | 85021   |

### Миколаївська область
Миколаївська обласна рада
| Партія                | Голосів | К-сть депутатів | % у раді |
| --------------------- | ------- | --------------- | -------- |
| 1. «Опозиційний блок» | 75003   | 17              | 26.56    |
| 2. БПП «Солідарність» | 65734   | 15              | 23.44    |
| 3. «Наш край»         | 42307   | 10              | 15.63    |
| 4. ВО «Батьківщина»   | 31669   | 7               | 10.94    |
| 5. УКРОП              | 28064   | 7               | 10.94    |
| 6. «Нова держава»     | 18909   | 4               | 6.25     |
| 7. «Відродження»      | 16459   | 4               | 6.25     |

Миколаївська міська рада
| Партія                    | Голосів | К-сть депутатів | % у раді |
| ------------------------- | ------- | --------------- | -------- |
| 1. «Опозиційний блок»     | 41642   | 26              | 48.15    |
| 2. Об'єднання «Самопоміч» | 16635   | 10              | 18.52    |
| 3. БПП «Солідарність»     | 14057   | 9               | 16.67    |
| 4. «Наш край»             | 14054   | 9               | 16.67    |

Миколаївський міський голова
І тур
| Кандидат                                       | %     | Голосів |
| ---------------------------------------------- | ----- | ------- |
| 1. Ігор Дятлов («Опозиційний блок»)            | 36.37 | 44764   |
| 2. Олександр Сєнкевич (Об'єднання «Самопоміч») | 21.05 | 25904   |
| 3. Юрій Гранатуров («Наш край»)                | 20.72 | 25496   |
| 4. Леонід Клименко (БПП «Солідарність»)        | 6.49  | 7986    |

ІІ тур
| Кандидат                                    | %     | Голосів |
| ------------------------------------------- | ----- | ------- |
| Олександр Сєнкевич (Об'єднання «Самопоміч») | 54.90 | 80636   |
| Ігор Дятлов («Опозиційний блок»)            | 43.28 | 63567   |

### Одеська область
Одеська обласна рада
| Партія                | %       | Голосів | к-сть депутатів | % у раді |
| --------------------- | ------- | ------- | --------------- | -------- |
| 1. «Опозиційний блок» | 21.82 % | 155468  | 23              | 27.38    |
| 2. БПП «Солідарність» | 20.18 % | 143769  | 22              | 26.19    |
| 3. «Довіряй справам»  | 11.10 % | 78440   | 12              | 14.29    |
| 4. ВО «Батьківщина»   | 10.55 % | 75175   | 11              | 13.10    |
| 5. «Відродження»      | 7.42 %  | 52854   | 8               | 9.52     |
| 5. «Наш край»         | 7.40 %  | 52751   | 8               | 9.52     |

Одеська міська рада.
| Партія                                       | %      | Голосів | к-сть депутатів | % у раді |
| -------------------------------------------- | ------ | ------- | --------------- | -------- |
| 1. «Довіряй справам»                         | 33.3 % | 87069   | 27              | 42.19    |
| 2. БПП «Солідарність»                        | 17.5 % | 45754   | 14              | 21.88    |
| 3. «Опозиційний блок»                        | 14.5 % | 37839   | 12              | 18.75    |
| 4. Українська морська партія Сергія Ківалова | 6.9 %  | 18247   | 6               | 9.38     |
| 5. Об'єднання «Самопоміч»                    | 5.5 %  | 14400   | 5               | 7.81     |

Одеський міський голова
| Кандидат                                      | %     | голосів |
| --------------------------------------------- | ----- | ------- |
| 1. Геннадій Труханов («Довіряй справам»)      | 51.3  | 138865  |
| 2. Олександр Боровик (БПП «Солідарність»)     | 24.57 | 66482   |
| 3. Едуард Гурвіц                              | 8.30  | 22475   |
| 4. Сергій Ківалов (Українська морська партія) | 5.49  | 14865   |

### Полтавська область
Полтавська обласна рада
| Партія                                 | %     | Голосів | К-сть депутатів | % у раді |
| -------------------------------------- | ----- | ------- | --------------- | -------- |
| 1. БПП «Солідарність»                  | 15.84 | 87686   | 15              | 17.86    |
| 2. «Батьківщина»                       | 13.67 | 75672   | 13              | 15.48    |
| 3. Радикальна партія Олега Ляшка       | 8.56  | 47376   | 8               | 9.52     |
| 4. «УКРОП»                             | 8.44  | 46721   | 8               | 9.52     |
| 5. Партія простих людей Сергія Капліна | 8.12  | 44921   | 8               | 9.52     |
| 6. ВО «Свобода»                        | 7.31  | 40467   | 7               | 8.33     |
| 7. Аграрна партія України              | 7.13  | 39487   | 7               | 8.33     |
| 8. «Рідне місто»                       | 7.01  | 38770   | 6               | 7.14     |
| 9. «Опозиційний блок»                  | 6.2   | 34319   | 6               | 7.14     |
| 10. «Відродження»                      | 6.13  | 33932   | 6               | 7.14     |

Полтавська міська рада
| Партія                                 | Голосів | К-сть депутатів | % у раді |
| -------------------------------------- | ------- | --------------- | -------- |
| 1. БПП «Солідарність»                  | 13238   | 8               | 19.05    |
| 2. «Рідне місто»                       | 12340   | 7               | 16.67    |
| 3. «Совість України»                   | 12237   | 7               | 16.67    |
| 4. ВО «Свобода»                        | 11022   | 6               | 14.29    |
| 5. Партія простих людей Сергія Капліна | 9239    | 5               | 11.90    |
| 6. ВО «Батьківщина»                    | 7637    | 5               | 11.90    |
| 7. Об'єднання «Самопоміч»              | 6861    | 4               | 9.52     |

Полтавська міський голова
І тур
| Кандидат                                   | %     | Голосів |
| ------------------------------------------ | ----- | ------- |
| 1. Олександр Мамай («Совість України»)     | 22.98 | 24214   |
| 2. Андрій Матковський (БПП «Солідарність») | 18.19 | 19169   |
| 3. Олександр Удовіченко («Рідне місто»)    | 15.18 | 16021   |
| 4. Юрій Бублик (ВО «Свобода»)              | 14.4  | 15190   |

ІІ тур
| Кандидат                                | %     | Голосів |
| --------------------------------------- | ----- | ------- |
| Олександр Мамай («Совість України»)     | 58.23 | 53390   |
| Андрій Матковський (БПП «Солідарність») | 34.85 | 31955   |

Кременчуцький міський голова
І тур
| Кандидат | % | Голосів |
| -------- | - | ------- |
| 1.       |   |         |
| 2.       |   |         |
| 3.       |   |         |

ІІ тур
| Кандидат                                      | %     | Голосів |
| --------------------------------------------- | ----- | ------- |
| Малецький Віталій Олексійович (ПП «Поруч»)    | 60.81 | 32684   |
| Калашник Віктор Васильович (БПП Солідарність) | 29.58 | 15897   |

### Рівненська область
Рівненська обласна рада
| Партія                               | Голосів | К-сть депутатів | % у раді |
| ------------------------------------ | ------- | --------------- | -------- |
| 1. БПП «Солідарність»                | 92419   | 19              | 29.69    |
| 2. ВО «Батьківщина»                  | 77975   | 16              | 25.00    |
| 3. Радикальна партія Олега Ляшка     | 48091   | 10              | 15.63    |
| 4. ВО «Свобода»                      | 39974   | 8               | 12.50    |
| 5. Політична партія Конкретних справ | 27886   | 6               | 9.38     |
| 6. «УКРОП»                           | 26275   | 5               | 7.81     |

Рівненська міська рада
| Партія                           | %     | Голосів | К-сть депутатів | % у раді |
| -------------------------------- | ----- | ------- | --------------- | -------- |
| 1. БПП «Солідарність»            | 15.81 | 12325   | 9               | 21.43    |
| 2. ВО «Батьківщина»              | 14.25 | 11108   | 8               | 19.05    |
| 3. ВО «Свобода»                  | 12.33 | 9611    | 7               | 16.67    |
| 4. Об'єднання «Самопоміч»        | 10.60 | 8264    | 6               | 14.29    |
| 5. ВО «Громадський контроль»     | 9.05  | 7060    | 5               | 11.90    |
| 6. Радикальна партія Олега Ляшка | 8.47  | 6607    | 4               | 9.52     |
| 7. «УКРОП»                       | 5.45  | 4251    | 3               | 7.14     |

Рівненський міський голова
І тур
| Кандидат                                      | %       | Голосів |
| --------------------------------------------- | ------- | ------- |
| 1. Володимир Хомко                            | 38.8579 | 30549   |
| 2. Дмитро Якимець (ВО «Громадський контроль») | 18.5189 | 14559   |
| 3. Олексій Бучинський (ВО «Свобода»)          | 11.0778 | 8709    |

II тур
| Кандидат                                   | %     | Голосів |
| ------------------------------------------ | ----- | ------- |
| Володимир Хомко                            | 64.21 | 36852   |
| Дмитро Якимець (ВО «Громадський контроль») | 32.15 | 18450   |

### Сумська область
Сумська обласна рада
| Партія                           | Голосів | К-сть депутатів | % у раді |
| -------------------------------- | ------- | --------------- | -------- |
| 1. БПП «Солідарність»            | 70777   | 14              | 21.88    |
| 2. ВО «Батьківщина»              | 69229   | 14              | 21.88    |
| 3. Партія «Відродження»          | 42576   | 8               | 12.50    |
| 4. Радикальна партія Олега Ляшка | 34805   | 7               | 10.94    |
| 5. «Воля народу»                 | 30027   | 6               | 9.38     |
| 6. «УКРОП»                       | 25522   | 5               | 7.81     |
| 7. «Опозиційний блок»            | 24788   | 5               | 7.81     |
| 8. ВО «Свобода»                  | 22862   | 5               | 7.81     |

Сумська міська рада
| Партія                 | %       | Голосів | К-сть депутатів | % у раді |
| ---------------------- | ------- | ------- | --------------- | -------- |
| ВО «Батьківщина»       | 25.77 % | 24 493  | 18              | 42.86 %  |
| БПП «Солідарність»     | 13.44 % | 12 774  | 9               | 21.43 %  |
| Об'єднання «Самопоміч» | 6.54 %  | 6 216   | 4               | 9.52 %   |
| «За Україну»           | 5.63 %  | 5 349   | 4               | 9.52 %   |
| «Опозиційний блок»     | 5.15 %  | 4 894   | 4               | 9.52 %   |
| ВО «Свобода»           | 5.14 %  | 4 882   | 3               | 7.15 %   |

Сумський міський голова
І тур
| Кандидат                                  | %      | Голосів |
| ----------------------------------------- | ------ | ------- |
| 1. Олександр Лисенко («Батьківщина»)      | 45.7 % | 43664   |
| 2. Анатолій Єпіфанов («Воля народу»)      | 13.6 % | 12970   |
| 3. Андрій Крамченков («За Україну»)       | 7.7 %  | 7374    |
| 4. Дмитро Лантушенко (БПП «Солідарність») | 7.5 %  | 7151    |

ІІ тур
| Кандидат                          | %     | Голосів |
| --------------------------------- | ----- | ------- |
| Олександр Лисенко («Батьківщина») | 68.54 | 49752   |
| Анатолій Єпіфанов («Воля народу») | 29.47 | 21393   |

### Тернопільська область
Тернопільська обласна рада
| Партія                           | Голосів | К-сть депутатів | %у раді |
| -------------------------------- | ------- | --------------- | ------- |
| 1. БПП «Солідарність»            | 117894  | 18              | 28.13   |
| 2. ВО «Свобода»                  | 83327   | 13              | 20.31   |
| 3. ВО «Батьківщина»              | 63045   | 10              | 15.63   |
| 4. Об'єднання «Самопоміч»        | 41770   | 6               | 9.38    |
| 5. Радикальна партія Олега Ляшка | 35439   | 5               | 7.81    |
| 6. «Народний контроль»           | 30308   | 5               | 7.81    |
| 7. «Громадянська позиція»        | 26010   | 4               | 6.25    |
| 8. «УКРОП»                       | 22884   | 3               | 4.69    |

Тернопільська міська рада
| Партія                             | %     | Голосів | К-сть депутатів | %у раді |
| ---------------------------------- | ----- | ------- | --------------- | ------- |
| 1. ВО «Свобода»                    | 25.83 | 20690   | 13              | 30.95   |
| 2. БПП «Солідарність»              | 13.38 | 10712   | 7               | 16.67   |
| 3. Об'єднання «Самопоміч»          | 12.54 | 10077   | 7               | 16.67   |
| 4. «Громадянська позиція»          | 8.36  | 6692    | 4               | 9.52    |
| 5. ВО «Батьківщина»                | 7.49  | 5993    | 4               | 9.52    |
| 6. «Народний контроль»             | 7.18  | 5749    | 4               | 9.52    |
| 7. «Радикальна партія Олега Ляшка» | 5.21  | 4170    | 3               | 7.14    |

Тернопільський міський голова
| Кандидат                                  | %    | голосів |
| ----------------------------------------- | ---- | ------- |
| 1. Сергій Надал (ВО «Свобода»)            | 57.9 | 48911   |
| 2. Тарас Пастух (Об'єднання «Самопоміч»)  | 10.5 | 8877    |
| 3. Петро Ландяк («Громадянська позиція»)  | 8.0  | 6749    |
| 4. Михайло Ратушняк (ВО «Батьківщина»)    | 6.1  | 5176    |
| 5. Володимир Бліхар («Народний контроль») | 5.8  | 4891    |

### Харківська область
Харківська обласна рада
| Партія                    | Голосів | К-сть депутатів | % у раді |
| ------------------------- | ------- | --------------- | -------- |
| 1. «Відродження»          | 320895  | 50              | 41.67    |
| 2. БПП «Солідарність»     | 126776  | 20              | 16.67    |
| 3. «Опозиційний блок»     | 122673  | 19              | 15.83    |
| 4. Об'єднання «Самопоміч» | 77618   | 12              | 10.00    |
| 5. «Наш край»             | 72359   | 11              | 9.17     |
| 6. ВО «Батьківщина»       | 47551   | 8               | 6.67     |

Харківська міська рада
| Партія                    | Голосів | К-сть депутатів | % у раді |
| ------------------------- | ------- | --------------- | -------- |
| 1. «Відродження»          | 256413  | 57              | 67.86    |
| 2. Об'єднання «Самопоміч» | 56629   | 13              | 15.48    |
| 3. БПП «Солідарність»     | 32304   | 7               | 8.33     |
| 4. «Наш край»             | 31906   | 7               | 8.33     |

Харківський міський голова
| Кандидат                                  | %    | Голосів |
| ----------------------------------------- | ---- | ------- |
| 1. Геннадій Кернес («Відродження»)        | 65.8 | 318556  |
| 2. Тарас Сітенко (Об'єднання «Самопоміч») | 12.3 | 59637   |

### Херсонська область
Херсонська обласна рада
| Партія                           | Голосів | К-сть депутатів | % у раді |
| -------------------------------- | ------- | --------------- | -------- |
| 1. БПП «Солідарність»            | 66856   | 18              | 28.13    |
| 2. «Опозиційний блок»            | 48732   | 13              | 20.31    |
| 3. ВО «Батьківщина»              | 34517   | 9               | 14.06    |
| 4. «Наш край»                    | 26710   | 7               | 10.94    |
| 5. Радикальна партія Олега Ляшка | 22611   | 6               | 9.38     |
| 6. «УКРОП»                       | 21703   | 6               | 9.38     |
| 7. Об'єднання «Самопоміч»        | 17819   | 5               | 7.81     |

Херсонська міська рада
| Партія                           | Голосів | К-сть депутатів | % у раді |
| -------------------------------- | ------- | --------------- | -------- |
| 1. БПП «Солідарність»            | 14567   | 11              | 20.37    |
| 2. «Опозиційний блок»            | 11578   | 9               | 16.67    |
| 3. «Наш край»                    | 11025   | 9               | 16.67    |
| 4. Об'єднання «Самопоміч»        | 8881    | 7               | 12.96    |
| 5. ВО «Батьківщина»              | 7745    | 6               | 11.11    |
| 6. «Укроп»                       | 6585    | 5               | 9.26     |
| 7. ВО «Свобода»                  | 4737    | 4               | 7.41     |
| 8. Радикальна партія Олега Ляшка | 4214    | 3               | 5.56     |

Херсонський міський голова
І тур
| Кандидат                                            | %     | Голосів |
| --------------------------------------------------- | ----- | ------- |
| 1. Миколаєнко Володимир Васильович                  | 24.8  | 20903   |
| 2. Мангер Владислав Миколайович (ВО «Батьківщина»)  | 12.36 | 10418   |
| 3. Яременко В'ячеслав Васильович (Опозиційний блок) | 8.93  | 7522    |

II тур
| Кандидат                                        | %     | Голосів |
| ----------------------------------------------- | ----- | ------- |
| Миколаєнко Володимир Васильович                 | 67.79 | 37532   |
| Мангер Владислав Миколайович (ВО «Батьківщина») | 28.35 | 15697   |

### Хмельницька область
Хмельницька обласна рада
| Партія                           | Голосів | К-сть депутатів | % у раді |
| -------------------------------- | ------- | --------------- | -------- |
| 1. «За конкретні справи»         | 91874   | 19              | 22.62    |
| 2. БПП «Солідарність»            | 86669   | 17              | 20.24    |
| 3. Аграрна партія України        | 55163   | 11              | 13.10    |
| 4. ВО «Батьківщина»              | 54943   | 11              | 13.10    |
| 5. ВО «Свобода»                  | 50961   | 10              | 11.90    |
| 6. Радикальна партія Олега Ляшка | 38933   | 8               | 9.52     |
| 7. Об'єднання «Самопоміч»        | 38071   | 8               | 9.52     |

Хмельницька міська рада
| Партія                    | Голосів | К-сть депутатів | % у раді |
| ------------------------- | ------- | --------------- | -------- |
| 1. ВО «Свобода»           | 15649   | 10              | 23.81    |
| 2. Об'єднання «Самопоміч» | 13680   | 9               | 21.43    |
| 3. БПП «Солідарність»     | 10688   | 7               | 16.67    |
| 4. «За конкретні справи»  | 10279   | 6               | 14.29    |
| 5. ВО «Батьківщина»       | 9260    | 6               | 14.29    |
| 6. «Поруч»                | 5902    | 4               | 9.52     |

Хмельницький міський голова
І тур
| Кандидат                                 | %    | Голосів |
| ---------------------------------------- | ---- | ------- |
| 1. Олександр Симчишин (ВО «Свобода»)     | 24.2 | 21554   |
| 2. Костянтин Чернилевський               | 23.6 | 21016   |
| 3. Сергій Мандзій (БПП «Солідарність»)   | 15.9 | 14188   |
| 4. Олег Лукашук (ВО «Батьківщина»)       | 14.7 | 13070   |
| 5. Юрій Самолюк (Об'єднання «Самопоміч») | 10.2 | 9091    |

II тур
| Кандидат                          | %     | Голосів |
| --------------------------------- | ----- | ------- |
| Олександр Симчишин (ВО «Свобода») | 59.99 | 41943   |
| Костянтин Чернилевський           | 38.63 | 27008   |

### Черкаська область
Черкаська обласна рада
| Партія                           | Голосів | К-сть депутатів | % у раді |
| -------------------------------- | ------- | --------------- | -------- |
| 1. БПП «Солідарність»            | 79730   | 18              | 21.43    |
| 2. «Черкащани»                   | 70654   | 16              | 19.05    |
| 3. ВО «Батьківщина»              | 56945   | 13              | 15.48    |
| 4. Радикальна партія Олега Ляшка | 46578   | 10              | 11.90    |
| 5. «Відродження»                 | 37049   | 8               | 9.52     |
| 6. ВО «Свобода»                  | 34169   | 7               | 8.33     |
| 7. УКРОП                         | 31560   | 7               | 8.33     |
| 8. Партія ветеранів Афганістану  | 22789   | 5               | 5.95     |

Черкаська міська рада
| Партія                           | %     | Голосів | К-сть депутатів | % у раді |
| -------------------------------- | ----- | ------- | --------------- | -------- |
| 1. Партія вільних демократів     | 14.45 | 11885   | 8               | 19.05    |
| 2. БПП «Солідарність»            | 11.94 | 9824    | 6               | 14.29    |
| 3. ВО «Батьківщина»              | 10.13 | 8330    | 6               | 14.29    |
| 4. «Черкащани»                   | 10.02 | 8240    | 5               | 11.90    |
| 5. ВО «Свобода»                  | 8.63  | 7099    | 5               | 11.90    |
| 6. Об'єднання «Самопоміч»        | 8.25  | 6865    | 5               | 11.90    |
| 7. «Укроп»                       | 8     | 6576    | 4               | 9.52     |
| 8. Радикальна партія Олега Ляшка | 5.62  | 4623    | 3               | 7.14     |

Черкаський міський голова
І тур
| Кандидат                                     | %       | Голосів |
| -------------------------------------------- | ------- | ------- |
| 1. Сергій Одарич (Партія Вільних демократів) | 23.1494 | 19042   |
| 2. Анатолій Бондаренко (ВО «Батьківщина»)    | 11.9576 | 9836    |
| 3. Андрій Бортник (УКРОП)                    | 10.4051 | 8559    |
| 4. Олександр Радуцький (БПП «Солідарність»)  | 10.3699 | 8530    |

II тур
| Кандидат                                  | %     | Голосів |
| ----------------------------------------- | ----- | ------- |
| Анатолій Бондаренко (ВО «Батьківщина»)    | 49.08 | 29645   |
| Сергій Одарич (Партія Вільних демократів) | 45.70 | 27604   |

### Чернівецька область
Чернівецька обласна рада
| Партія                           | Голосів | К-сть депутатів | % у раді |
| -------------------------------- | ------- | --------------- | -------- |
| 1. БПП «Солідарність»            | 63544   | 15              | 23.44    |
| 2. ВО «Батьківщина»              | 52429   | 12              | 18.75    |
| 3. Аграрна партія України        | 30274   | 7               | 10.94    |
| 4. Об'єднання «Самопоміч»        | 20420   | 5               | 7.81     |
| 5. Радикальна партія Олега Ляшка | 19997   | 5               | 7.81     |
| 6. «Народний контроль»           | 18578   | 4               | 6.25     |
| 7. ВО «Свобода»                  | 17309   | 4               | 6.25     |
| 8. «Наш край»                    | 15890   | 4               | 6.25     |
| 9. «Опозиційний блок»            | 15214   | 4               | 6.25     |
| 10. УКРОП                        | 15146   | 4               | 6.25     |

Чернівецька міська рада
| Партія                    | Голосів | К-сть депутатів | % у раді |
| ------------------------- | ------- | --------------- | -------- |
| 1. «Рідне місто»          | 12357   | 10              | 23.81    |
| 2. БПП «Солідарність»     | 10449   | 9               | 21.43    |
| 3. ВО «Батьківщина»       | 8767    | 7               | 16.67    |
| 4. Об'єднання «Самопоміч» | 6539    | 6               | 14.29    |
| 5. «Народний контроль»    | 6127    | 5               | 11.90    |
| 6. ВО «Свобода»           | 5314    | 5               | 11.90    |

Чернівецький міський голова
І тур
| Кандидат                                | %     | Голосів |
| --------------------------------------- | ----- | ------- |
| 1. Олексій Каспрук                      | 38.6  | 27000   |
| 2. Віталій Михайлішин («Рідне місто»)   | 18673 | 26.7    |
| 3. Олександр Пуршага (ВО «Батьківщина») | 4375  | 6.3     |
| 4. Наталія Якимчук (БПП «Солідарність») | 4349  | 6.2     |

II тур
| Кандидат                           | %     | Голосів |
| ---------------------------------- | ----- | ------- |
| Олексій Каспрук                    | 62.63 | 33223   |
| Віталій Михайлішин («Рідне місто») | 34.52 | 18313   |

### Чернігівська область

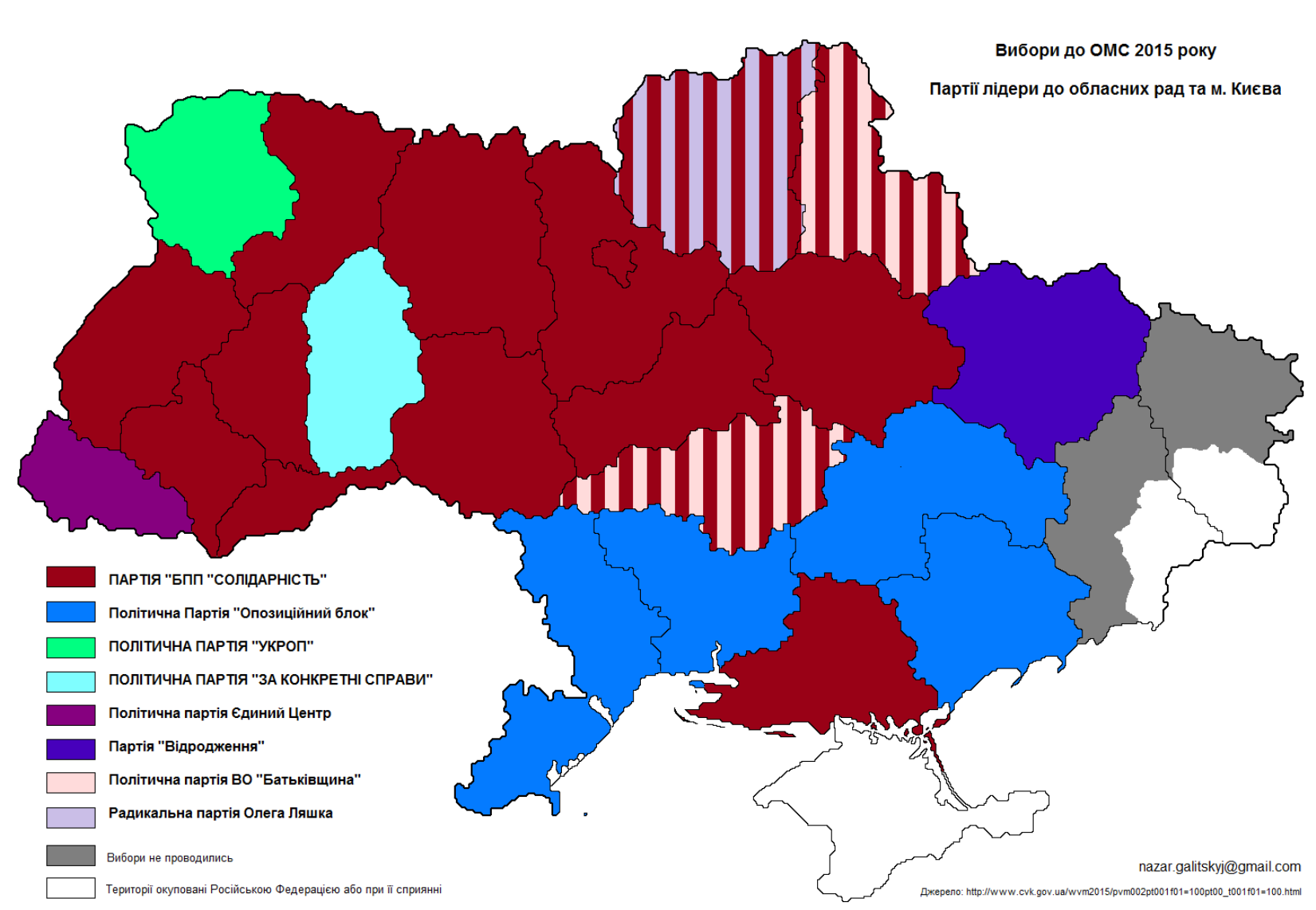
Партії-лідери до обласних рад та Київської міської ради

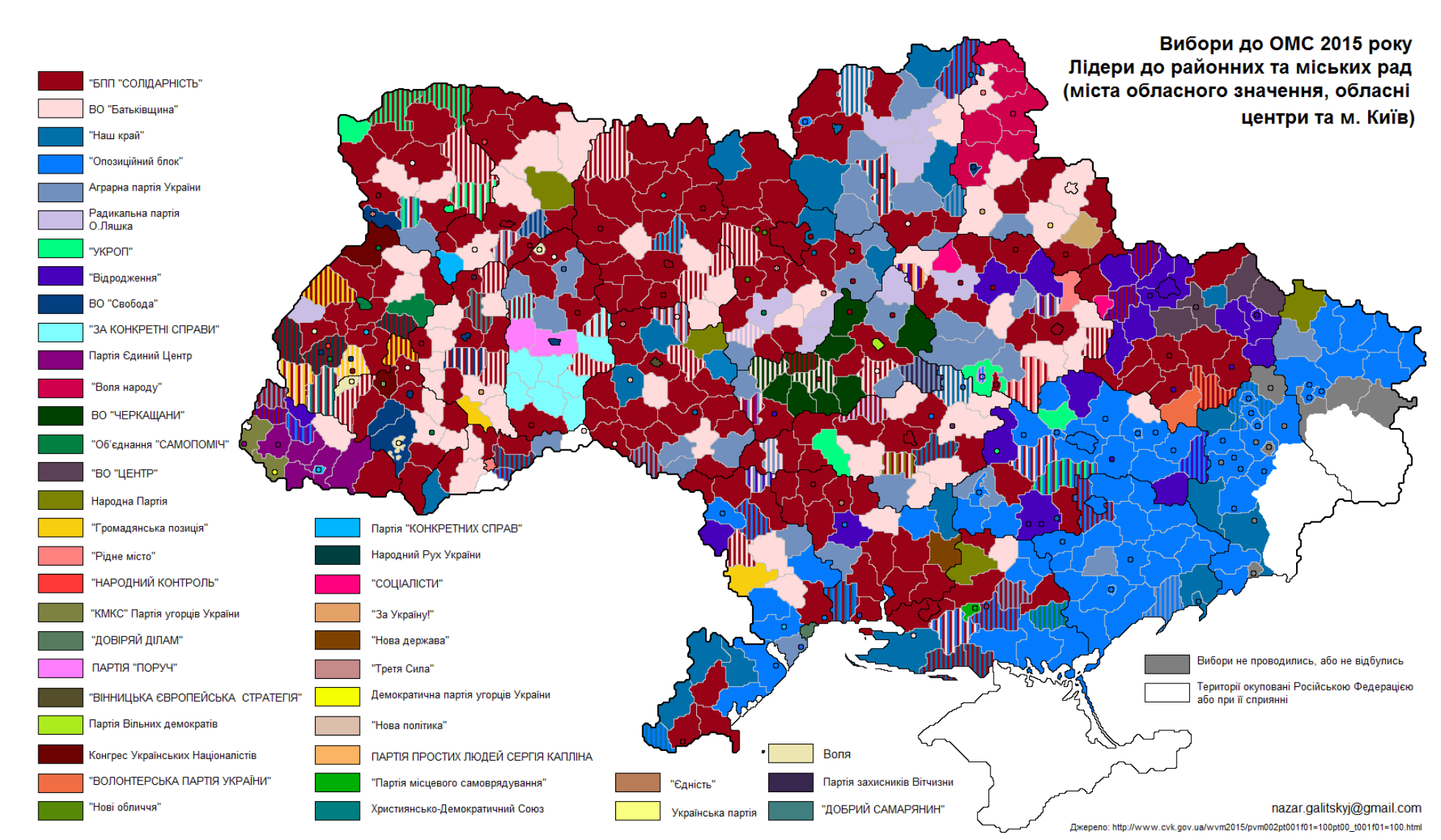
Партії-лідери до районних, міських (міст обласного підпорядкування та Києва) рад

Чернігівська обласна рада
| Партія                           | Голосів | К-сть депутатів | % у раді |
| -------------------------------- | ------- | --------------- | -------- |
| 1. БПП «Солідарність»            | 68644   | 12              | 18.75    |
| 2. Радикальна партія Олега Ляшка | 64701   | 12              | 18.75    |
| 3. ВО «Батьківщина»              | 60449   | 11              | 17.19    |
| 4. «Наш край»                    | 59365   | 11              | 17.19    |
| 5. Аграрна партія України        | 47492   | 9               | 14.06    |
| 6. «УКРОП»                       | 27127   | 5               | 7.81     |
| 7. «Опозиційний блок»            | 23424   | 4               | 6.25     |

Чернігівська міська рада
| Партія                           | Голосів | К-сть депутатів | % у раді |
| -------------------------------- | ------- | --------------- | -------- |
| 1. «Наш край»                    | 21578   | 12              | 28.57    |
| 2. БПП «Солідарність»            | 16285   | 9               | 21.43    |
| 3. ВО «Батьківщина»              | 11609   | 7               | 16.67    |
| 4. Об'єднання «Самопоміч»        | 8205    | 5               | 11.90    |
| 5. Радикальна партія Олега Ляшка | 5635    | 3               | 7.14     |
| 6. «Демальянс»                   | 4826    | 3               | 7.14     |
| 7. «Опозиційний блок»            | 4663    | 3               | 7.14     |

Чернігівський міський голова
І тур
| Кандидат                                    | %     | Голосів |
| ------------------------------------------- | ----- | ------- |
| 1. Олександр Соколов («Наш край»)           | 33.74 | 32612   |
| 2. Владислав Атрошенко (БПП «Солідарність») | 23.34 | 22560   |
| 3. Володимир Зуб (Об'єднання «Самопоміч»)   | 11.40 | 11023   |
| 4. Микола Миргородський (ВО «Батьківщина»)  | 10.73 | 10376   |

ІІ тур
| Кандидат                                 | %     | Голосів |
| ---------------------------------------- | ----- | ------- |
| Владислав Атрошенко (БПП «Солідарність») | 51.52 | 53201   |
| Олександр Соколов («Наш край»)           | 43.15 | 44560   |

### Зведені результати партій
Зведені результати виборів до обласних рад та Київської міської ради:
| Місце | Партія                                                                     | Усього голосів | % голосів | Усього місць | % місць | К-сть рад, де представлені | Найвищий % підтримки | Регіон найвищої підтримки |
| ----- | -------------------------------------------------------------------------- | -------------- | --------- | ------------ | ------- | -------------------------- | -------------------- | ------------------------- |
| 1     | «Блок Петра Порошенка „Солідарність“»                                      | 2 495 298      | 19,52 %   | 433          | 23,79 % | 23                         | 29,09 %              | Вінниччина                |
| 2     | ВО «Батьківщина»                                                           | 1 563 055      | 12,23 %   | 275          | 15,11 % | 23                         | 19,43 %              | Кіровоградщина            |
| 3     | «Опозиційний блок»                                                         | 1 347 515      | 10,54 %   | 201          | 11,04 % | 15                         | 33,82 %              | Дніпропетровщина          |
| 4     | УКРОП                                                                      | 949 689        | 7,43 %    | 140          | 7,69 %  | 18                         | 21,91 %              | Волинь                    |
| 5     | ВО «Свобода»                                                               | 878 828        | 6,88 %    | 125          | 6,87 %  | 15                         | 18,27 %              | Тернопільщина             |
| 6     | Радикальна партія Олега Ляшка                                              | 870 067        | 6,81 %    | 126          | 6,92 %  | 17                         | 16,34 %              | Чернігівщина              |
| 7     | «Об'єднання „Самопоміч“»                                                   | 823 196        | 6,44 %    | 126          | 6,92 %  | 15                         | 14,77 %              | Львівщина                 |
| 8     | «Відродження»                                                              | 706 900        | 5,53 %    | 105          | 5,77 %  | 8                          | 35,47 %              | Харківщина                |
| 9     | «Наш край»                                                                 | 557 210        | 4,36 %    | 76           | 4,18 %  | 10                         | 14,99 %              | Чернігівщина              |
| 10    | Аграрна партія України                                                     | 410 569        | 3,21 %    | 40           | 2,20 %  | 5                          | 11,99 %              | Чернігівщина              |
| 11    | «Громадський рух „Народний контроль“»                                      | 215 292        | 1,68 %    | 14           | 0,77 %  | 3                          | 6,65 %               | Тернопільщина             |
| 12    | «Громадянська позиція»                                                     | 203 515        | 1,59 %    | 12           | 0,66 %  | 2                          | 8,09 %               | Львівщина                 |
| 13    | Партія простих людей Сергія Капліна                                        | 118 323        | 0,93 %    | 8            | 0,44 %  | 1                          | 8,12 %               | Полтавщина                |
| 14    | Єдиний центр                                                               | 104 828        | 0,82 %    | 19           | 1,04 %  | 1                          | 22,79 %              | Закарпаття                |
| 15    | «Нова держава»                                                             | 104 208        | 0,82 %    | 4            | 0,22 %  | 1                          | 5,76 %               | Миколаївщина              |
| 16    | «За конкретні справи»                                                      | 91 874         | 0,72 %    | 19           | 1,04 %  | 1                          | 18,35 %              | Хмельниччина              |
| 17    | «Соціалісти»                                                               | 90 786         | 0,71 %    | 0            | 0 %     | —                          | 2,29 %               | Херсонщина                |
| 18    | Народний рух України                                                       | 82 726         | 0,65 %    | 5            | 0,27 %  | 1                          | 5,01 %               | Львівщина                 |
| 19    | «Довіряй ділам»                                                            | 78 440         | 0,61 %    | 12           | 0,66 %  | 1                          | 11,01 %              | Одещина                   |
| 20    | «Єдність»                                                                  | 74 868         | 0,59 %    | 15           | 0,82 %  | 1                          | 7,81 %               | Київ                      |
| 21    | «Воля»                                                                     | 70 941         | 0,55 %    | 7            | 0,38 %  | 1                          | 6,62 %               | Івано-Франківщина         |
| 22    | ВО «Черкащани»                                                             | 70 654         | 0,55 %    | 16           | 0,88 %  | 1                          | 15,54 %              | Черкащина                 |
| 23    | «Сила людей»                                                               | 67 549         | 0,53 %    | 0            | 0 %     | —                          | 2,47 %               | Київщина                  |
| 24    | «Рідне місто»                                                              | 55 577         | 0,43 %    | 6            | 0,33 %  | 1                          | 7,01 %               | Полтавщина                |
| 25    | Українська Галицька партія                                                 | 48 216         | 0,38 %    | 0            | 0 %     | —                          | 3,22 %               | Львівщина                 |
| 26    | Партія рішучих громадян                                                    | 41 722         | 0,33 %    | 0            | 0 %     | —                          | 4,83 %               | Київ                      |
| 27    | Партія угорців України «КМКС»                                              | 41 517         | 0,32 %    | 8            | 0,44 %  | 1                          | 9,44 %               | Закарпаття                |
| 28    | «ДемАльянс»                                                                | 39 423         | 0,31 %    | 0            | 0 %     | —                          | 4,57 %               | Київ                      |
| 29    | Народна партія                                                             | 38 261         | 0,30 %    | 5            | 0,27 %  | 1                          | 6,88 %               | Житомирщина               |
| 30    | «Нові обличчя»                                                             | 33 275         | 0,26 %    | 0            | 0 %     | —                          | 4,84 %               | Київщина                  |
| 31    | «Нова політика»                                                            | 33 255         | 0,26 %    | 6            | 0,33 %  | 1                          | 5,56 %               | Запоріжжя                 |
| 32    | «Громадська сила»                                                          | 33 022         | 0,26 %    | 0            | 0 %     | —                          | 3,11 %               | Дніпропетровщина          |
| 33    | «Воля народу»                                                              | 30 027         | 0,23 %    | 6            | 0,33 %  | 1                          | 7,50 %               | Сумщина                   |
| 34    | «Блок Дарта Вейдера»                                                       | 29 936         | 0,23 %    | 0            | 0 %     | —                          | 2,16 %               | Одещина                   |
| 35    | «Конкретних справ»                                                         | 27 886         | 0,22 %    | 6            | 0,33 %  | 1                          | 6,63 %               | Рівненщина                |
| 36    | «Рух за реформи»                                                           | 27 134         | 0,21 %    | 0            | 0 %     | —                          | 3,14 %               | Київ                      |
| 37    | Волонтерська партія України                                                | 26 507         | 0,21 %    | 0            | 0 %     | —                          | 2,93 %               | Харківщина                |
| 38    | Українська морська партія Сергія Ківалова                                  | 25 387         | 0,20 %    | 0            | 0 %     | —                          | 3,56 %               | Одещина                   |
| 39    | Партія ветеранів Афганістану                                               | 22 789         | 0,18 %    | 5            | 0,27 %  | 1                          | 5,01 %               | Черкащина                 |
| 40    | «Сильна Україна»                                                           | 21 070         | 0,16 %    | 0            | 0 %     | —                          | 2,54 %               | Запоріжжя                 |
| 41    | Українська народна партія                                                  | 17 243         | 0,13 %    | 0            | 0 %     | —                          | 3,05 %               | Івано-Франківщина         |
| 42    | «5.10»                                                                     | 16 073         | 0,13 %    | 0            | 0 %     | —                          | 1,86 %               | Київ                      |
| 43    | «Совість України»                                                          | 14 731         | 0,12 %    | 0            | 0 %     | —                          | 2,54 %               | Полтавщина                |
| 44    | «За Україну!»                                                              | 14 509         | 0,11 %    | 0            | 0 %     | —                          | 3,62 %               | Сумщина                   |
| 45    | «Спільна дія»                                                              | 14 247         | 0,11 %    | 0            | 0 %     | —                          | 1,49 %               | Київ                      |
| 46    | «Союз лівих сил»                                                           | 13 996         | 0,11 %    | 0            | 0 %     | —                          | 4,64 %               | Херсонщина                |
| 47    | «Прогрес»                                                                  | 13 873         | 0,11 %    | 0            | 0 %     | —                          | 3,30 %               | Рівненщина                |
| 48    | Європейська партія України                                                 | 13 507         | 0,11 %    | 0            | 0 %     | —                          | 2,03 %               | Рівненщина                |
| 49    | Партія пенсіонерів України                                                 | 11 208         | 0,09 %    | 0            | 0 %     | —                          | 3,30 %               | Кіровоградщина            |
| 50    | ВО «Відродження України»                                                   | 10 008         | 0,08 %    | 0            | 0 %     | —                          | 0,94 %               | Дніпропетровщина          |
| 51    | Партія місцевого самоврядування                                            | 9781           | 0,08 %    | 0            | 0 %     | —                          | 2,47 %               | Херсонщина                |
| 52    | «Добрий самарянин»                                                         | 8484           | 0,07 %    | 0            | 0 %     | —                          | 1,86 %               | Тернопільщина             |
| 53    | Республіканська платформа                                                  | 7760           | 0,06 %    | 0            | 0 %     | —                          | 1,70 %               | Житомирщина               |
| 54    | Патріотична партія України                                                 | 7704           | 0,06 %    | 0            | 0 %     | —                          | 1,52 %               | Житомирщина               |
| 55    | Українська республіканська партія                                          | 6797           | 0,05 %    | 0            | 0 %     | —                          | 0,57 %               | Львівщина                 |
| 56    | Українська партія честі, боротьби з корупцією та організованою злочинністю | 6061           | 0,05 %    | 0            | 0 %     | —                          | 1,10 %               | Полтавщина                |
| 57    | «Зелена планета»                                                           | 4731           | 0,04 %    | 0            | 0 %     | —                          | 1,08 %               | Закарпаття                |
| 58    | «За права людини»                                                          | 4577           | 0,04 %    | 0            | 0 %     | —                          | 1,04 %               | Закарпаття                |
| 59    | «Патріот»                                                                  | 3791           | 0,03 %    | 0            | 0 %     | —                          | 0,53 %               | Одещина                   |
| 60    | «Офіцерський корпус»                                                       | 3674           | 0,03 %    | 0            | 0 %     | —                          | 0,43 %               | Київ                      |
| 61    | «АВТО-МАЙДАН»                                                              | 3604           | 0,03 %    | 0            | 0 %     | —                          | 0,42 %               | Київ                      |
| 62    | «Зелені»                                                                   | 3404           | 0,03 %    | 0            | 0 %     | —                          | 0,39 %               | Київ                      |
| 63    | Партія зелених України                                                     | 3157           | 0,02 %    | 0            | 0 %     | —                          | 0,77 %               | Волинь                    |
| 64    | «Громада і закон»                                                          | 3056           | 0,02 %    | 0            | 0 %     | —                          | 1,04 %               | Чернівеччина              |
| 65    | «Громадянський рух „Спільна справа“»                                       | 2665           | 0,02 %    | 0            | 0 %     | —                          | 0,31 %               | Київ                      |
| 66    | «Сила і честь»                                                             | 2357           | 0,02 %    | 0            | 0 %     | —                          | 0,78 %               | Херсонщина                |
| 67    | «Право народу»                                                             | 2242           | 0,02 %    | 0            | 0 %     | —                          | 0,26 %               | Київ                      |
| 68    | Всеукраїнська партія духовності і патріотизму                              | 2177           | 0,02 %    | 0            | 0 %     | —                          | 0,72 %               | Херсонщина                |
| 69    | «Відродження України»                                                      | 1584           | 0,01 %    | 0            | 0 %     | —                          | 0,18 %               | Київ                      |
| 70    | «Сила громад»                                                              | 1129           | 0,01 %    | 0            | 0 %     | —                          | 0,13 %               | Київ                      |
| 71    | Національна демократична партія України                                    | 885            | 0,01 %    | 0            | 0 %     | —                          | 0,10 %               | Київ                      |
| 72    | «Нове життя»                                                               | 734            | 0,01 %    | 0            | 0 %     | —                          | 0,08 %               | Київ                      |
| 73    | «Єдина сила»                                                               | 683            | 0,01 %    | 0            | 0 %     | —                          | 0,08 %               | Київ                      |
| 74    | «Республіка»                                                               | 572            | 0,00 %    | 0            | 0 %     | —                          | 0,07 %               | Київ                      |

Інформаційно-аналітичний центр «RATING Pro» провів аналіз зведених показників партій на виборах (сума результатів виборів до Київської міської ради та облрад та виборів до районних рад і рад міст обласного значення Донецької та Луганської областей), за результатами якого сформована думка про покращення показників тих партій, які гостро критикували владу. Результат партії по Україні розраховувався як відношення сукупної кількості голосів виборців, поданих за політичну партію, до загальної кількості голосів виборців, поданих за місцеві організації партій.

Дані «RATING Pro» щодо зведених показників партій

КВУ також проаналізував результати партій за кількістю обраних депутатів та голів.
Найбільш ефективними партіями на перегонах (за відношенням кількості обраних кандидатів до кількості висунених) КВУ назвав «Наш край» (32.3 %), БПП «Солідарність» (29.7 %) та ВО «Батьківщина» (29 %).

## Порушення, висновки спостерігачів

### Напередодні 25 жовтня
Комітет виборців України на початку кампанії (червень—серпень 2015) фіксував підкуп виборців продуктовими наборами (у Хмельницькій, Полтавській, Дніпропетровській та Кіровоградській областях) та застосування адміністративного ресурсу. Підкуп виборців набув поширення: протягом вересня роздача продуктових наборів здійснювалась у Закарпатській, Хмельницькій, Кіровоградській, Черкаській, Дніпропетровській, Чернівецькій, Миколаївській, Запорізькій, Полтавській та Житомирській областях.
Міліція відкрила 25 кримінальних проваджень стосовно порушення виборчого процесу (станом на 28 вересня), проте її недостатня активність критикувалася спостерігачами.
КВУ зафіксував такі суттєві недоліки законодавства про місцеві вибори і практики його застосування за підсумками вересня:
- складна для розуміння система виборів до місцевих рад, порушення рівності виборчих прав кандидатів та застарілість окремих виборчих процедур;
- через специфіку виборчої системи та дисбаланс в адміністративно-територіальному устрої практично неможливо сформувати виборчі округи з рівною кількістю виборців;
- кандидати продовжують використовувати рекламні матеріали, які не маркуються як передвиборча агітація;
- гендерна нерівність: у просторі зовнішньої політичної реклами жінки займають ледь 10 % від простору чоловіків-кандидатів;
- батьки подекуди звинувачують політичні сили у використанні дітей як інструментів політичного піару;
- факти використання адміністративного ресурсу чинними міськими головами у Києві, Харкові та Одесі;
- масова роздача продуктових наборів[34].

Попри заборону, кандидати часто висуваються на декілька різних виборних посад. У такій ситуації кандидати, що сумлінно виконували норми закону і балотувались лише в одному одномандатному окрузі, опиняються в менш вигідних умовах, аніж порушники.
Громадянська мережа ОПОРА та Місія Європейської мережі організацій зі спостереження за виборами (ENEMO) оприлюднили схожі попередні звіти щодо виборчого процесу напередодні дня голосування. Найбільше нарікань у них міститься на недосконалість законодавства. Відзначено, що передвиборча агітація проходила у переважно конкурентних умовах, проте територіальні виборчі комісії масово не дотрималися строків виготовлення виборчих бюлетенів та інших виборчих процедур.
ОПОРА зафіксувала понад 668 різноманітних порушень виборчого законодавства, до яких вдавалися усі найактивніші кандидати і партії. Їх класифіковано таким чином:
- незаконна агітація (395 випадків), у тому числі:
  - виготовлення та поширення матеріалів передвиборчої агітації не за рахунок коштів виборчого фонду, без вихідних даних
  - розміщення агітаційних матеріалів у не призначених для цього місцях;
  - брудна агітація та чорний піар
- непрямий підкуп виборців (≈200 випадків), у тому числі:
  - благоустрій прибудинкових територій та дорожньої інфраструктури, встановлення дитячих та спортивних майданчиків, роздача продуктових наборів та подарунків, надання виборцям безкоштовних медичних, юридичних послуг
- порушення з боку виборчих комісій (38 випадків), у тому числі:
  - маніпуляції з виборчими документами та ін.
- кримінальне втручання у виборчих процес (23 випадки), у тому числі:
  - пошкодження майна та агітації кандидатів
  - насильство і погрози
- адміністративний ресурс (≈20 випадків)[33][125].

Містами, найбільш проблемними з точки зору порушень у передвиборчий період, названі Дніпропетровськ, Харків, Рівне та Херсон.
КВУ у звіті за 29 вересня — 22 жовтня звернув увагу на те, що тервиборчкоми не дотримуються норм Закону та ігнорують вимоги ЦВК і судові рішення; відчувається брак кандидатур до складу дільничних комісій; через недосконалість законодавства мають місце підкуп та порушення в царині агітації; тематика передвиборчої агітації залишається малозмістовною і будується навколо спекуляцій на поширених гаслах; спостерігається висока тінізація коштів, залучених учасниками перегонів. Всього спостерігачами КВУ було зафіксовано понад 1800 порушень виборчого законодавства. Із них понад 80 % — це порушення щодо розміщення агітаційних матеріалів і технічного характеру, що не мають серйозного впливу на хід виборів у зазначений період.
Порушення були і в «день тиші» 24 жовтня, коли низка учасників розміщували непряму політичну рекламу в характерній стилістиці або під гаслами, що твердо асоціюються з певним кандидатом, партією.

### У день голосування 25 жовтня
КВУ: день голосування, за виключенням виборів у кількох територіальних громадах, у цілому відповідав стандартам вільних та демократичних виборів. Зафіксовані порушення чинного законодавства в переважній більшості не мали суттєвого впливу на результат голосування.
Всього зафіксовано понад 1500 порушень. Більшість з них, понад 70 %, є порушеннями процедурного і технічного характеру, які не здатні вплинути на результати виборів. До таких порушень належать несвоєчасне відкриття виборчих дільниць, оголошення перерв у роботі дільничних виборчих комісій, відсутність кабінок для голосування, відсутність бланків протоколів для підрахунку голосів на момент початку голосування, часткове заповнення протоколів та контрольних талонів до завершення голосування, вкидання контрольних листів в урну для голосування без печаток тощо.
Типові порушення, зафіксовані ГО «ОПОРА»:
- У цілому протягом дня виборів спостерігачі фіксували незначні порушення на 24,1 % виборчих дільниць у межах України. Більш вагомі порушення мали місце на 2,3 % виборчих дільниць. Разом з тим, зафіксовані зловживання не носили спланованого й системного характеру.
- Деякі ДВК невчасно розпочинали підготовчі засідання; невчасно відкривали для голосування дільниці.
- Спроби видачі (або отримання) бюлетенів без паспорта громадянина України.
- Порушення таємниці голосування: розголошення виборцем результатів волевиявлення; голосування за межами кабінки для голосування.
- Фотографування бюлетенів.
- Спроби вкидання бюлетенів пачками.
- Перешкоди та обмеження, що чинилися спостерігачам з боку виборчих комісій.

Непроведення виборів в містах Маріуполь і Красноармійськ Донецької області, на думку ОПОРИ, стало наслідком застосування політичних мотивів суб'єктами виборчого процесу. Аналогічні проблеми були і в інших містах, проте в Маріуполі вони не були вирішені у законний спосіб. Відзначені довготривала бездіяльність ТВК і політизоване визначення підприємства-виготовлювача бюлетенів.
ОПОРА вважає, що зрив виборів в містах Маріуполь і Красноармійськ має непрогнозовані правові наслідки та необхідні негайні зміни до Закону.

### У день голосування 15 листопада
КВУ: Ведення кампанії відповідало міжнародним стандартам вільних, відкритих і демократичних виборів. Випадки порушень чинного законодавства не носили системного характеру і не мали суттєвого впливу на результати. В день голосування спостерігачі КВУ зафіксували 285 порушень чинного законодавства. Правоохоронці виявили масштабну спробу підкупу виборців у місті Дніпропетровськ, до якої було залучено близько 10 000 осіб. Дебати відбулися у 16 із 29 міст, де проходило повторне голосування.
БДІПЛ/ОБСЄ: Другий тур виборів мерів великих міст відбувся на високому організаційному рівні. Спостерігачі оцінюють процедуру голосування як «добру» і «дуже добру» в 99 % випадків.
ENEMO: Другий тур місцевих виборів пройшов у відповідності до більшості міжнародних стандартів вільних і демократичних виборів, однак залишилися питання до непрозорості фінансування виборчої кампанії, нерівного доступу кандидатів до ЗМІ, неоднорідного представництва учасників виборчого процесу у виборчкомах, підкупу виборців.
За словами координатора ГО «ОПОРА», другий тур пройшов дуже спокійно порівняно з 25-м жовтня. Основне порушення, виявлене на 9 % дільниць, — розголошення таємниці голосування.

#### Акції протесту в Кривому Розі
Найбільш резонансними стали акції протесту в Кривому Розі, де чинного мера Ю. Вілкула було звинувачено у фальсифікаціях виборів. Акції протесту розпочалися 17 листопада. Того ж дня під тиском громадськості Блок Петра Порошенка відкликав заяву про визнання виборів у Кривому Розі легітимними.

### У день голосування 29 листопада
ОПОРА зафіксувала лише незначні процедурні порушення на виборчих дільницях у Маріуполі та Красноармійську.

### Загалом
Спостерігачі США, ОБСЄ, Ради Європи, ПАРЄ в цілому задоволені виборами.
БДІПЛ/ОБСЄ: Вибори були добре організовані і в цілому виборча кампанія продемонструвала відданість демократичним процесам. Проте, існують складності у виборчому законодавстві, а також домінування потужних груп, які мали більше можливостей проводити рекламну кампанію.
ОПОРА: Вибори відбулися з порушенням низки міжнародних стандартів та належної практики організації і проведення виборчого процесу. Основні відхилення стосувались нестабільності та невизначеності виборчого законодавства, незабезпечення належного рівня захисту виборчих бюлетенів та підкупу виборців. У той же час, порушення в день голосування у більшості громад мали несистемний характер та переважно не впливали на результат виборів, а кампанія в цілому була конкурентною.
Адміністративний ресурс не мав системного впливу на виборчий процес, його масштаби були в рази меншими від виборів 2010 року.
За час виборів (з 5 вересня по 16 листопада) до органів внутрішніх справ надійшло 8056 заяв та повідомлень, прямо чи опосередковано пов'язаних з виборчим процесом. За ними розпочато 574 кримінальних проваджень.

## Роль ЗМІ у виборчому процесі
У передвиборчий період ENEMO відзначила, що українські медіа надзвичайно різноманітні та активні. Телебачення є найбільш популярним засобом масової інформації, хоча інтернет-медіа стають дедалі
популярнішими. Як національні, так і регіональні медіа подекуди політично заангажовані, залежні від політичних та бізнес-інтересів власників медіа-холдингів, необ'єктивно висвітлюють хід виборчої кампанії.
Практика профінансованої журналістики отримала широке поширення. Прозорість засобів масової інформації залишається незначною, тому що бізнесмени та політики часто воліють приховувати свій вплив на телемедійні програми. Головний політичний тиск на ЗМІ здійснюється через фінансове забезпечення.
Найбільш заангажованими названі ЗМІ Запоріжжя, Чернігова та Вінниці.
Журналістський аналітичний центр «Інститут масової інформації», проаналізувавши розміщення замовниками прихованої політичної реклами в публікаціях ЗМІ («джинса»), виявив їх значну кількість. Найбільше корумпованих журналістських матеріалів за час моніторингу зафіксовано в Дніпропетровській (934), Запорізькій (483), та Миколаївській (160) областях.
У день виборів ІМІ зафіксував 5 порушень свободи слова, що менше, ніж у попередні роки. Існували, крім того, системні проблеми з доступом журналістів та спостерігачів до інформації, пов'язані з новим законодавством.
КВУ звернув увагу на масовість використання кандидатами технологій чорного PR, особливо під час другого туру.

## Цікаві факти
- Президент Петро Порошенко нагородив голову ЦВК Михайла Охендовського орденом кн. Ярослава Мудрого V ступеня за два місяці до початку виборчої кампанії[147]. За даними народного депутата і журналіста-розслідувача Сергія Лещенка, нагороду вручили на підставі подання, датованого червнем минулого року[148]. Група народних депутатів зажадала відкликати це нагородження[149], також цьому присвячена одна з електронних петицій, поданих Президентові України[150].
- Під час виборів увагу українських та закордонних медіа привернула робота одеського художника Олександра Мілова, який перетворив один з місцевих пам'ятників Володимиру Леніну на монумент персонажу кіноепопеї «Зоряні війни» Дарту Вейдеру[151][152][153][154][155].Див. також: Дарт Вейдер в українській політиці, Ленінопад та Декомунізація в УкраїніДійство збіглося в часі з очікуванням виходу сьомого епізоду «Зоряних воєн»[156].
- У другому турі виборів мера Кривого Рогу перемогу з незначним відривом від конкурента здобув представник «Опозиційного блоку» Юрій Вілкул. Після того, як місцеві осередки партій «Батьківщина» та Радикальної партії своїми діями підтримали Вілкула, вони були розпущені центральними проводами відповідних партій[157].
- Виборчий процес у Маріуполі ліг в основу документального фільму «Від виборів до виборів» із циклу Місто героїв[158].